# Wahlen zum Senat der Vereinigten Staaten 2014

Karte der US-Bundesstaaten:
Eine schwarze Linie weist auf zwei Senatswahlen in dem jeweiligen Bundesstaat hin, wobei eine Wahl außerplanmäßig ist (Nachwahl)

Die Senatswahlen in den Vereinigten Staaten fanden am 4. November 2014 statt. Insgesamt standen 36 Mandate des US-Senats, der 100 Mitglieder hat, zur Wahl: alle 33 Mandate der Klasse zwei sowie drei Mandate (je eines der Bundesstaaten Oklahoma, Hawaii und South Carolina) von Senatoren, die vorzeitig aus dem Amt geschieden waren. Gewählt wurden die Senatoren per Direktwahl auf sechs Jahre von den Bürgern jenes Bundesstaates, den sie im US-Senat repräsentieren. Die drei Nachrücker wurden nur für die verbleibende Amtszeit der vorigen Senatoren gewählt, bis zur nächsten turnusgemäßen Wahl für diesen Sitz (also für zwei oder vier Jahre). In seiner neuen Zusammensetzung trat der Senat erstmals am 3. Januar 2015 zusammen.
Die parteiinternen Vorwahlen zur Bestimmung der jeweiligen Kandidaten fanden je nach Bundesstaat zwischen März und September 2014 nach unterschiedlichen Verfahren, je nach Wahlrecht des Bundesstaates, statt. Bei der Hauptwahl am 4. November 2014 war (mit Ausnahme Louisianas und Georgias) der Kandidat mit den meisten Stimmen gewählt, in Louisiana und Georgia hätte es eine Stichwahl gegeben, falls bei der Hauptwahl kein Kandidat mehr als 50 % der Stimmen erreicht hätte.
Im vorigen Senat (2012–2014) verfügte die Demokratische Partei, der auch Präsident Barack Obama angehört, über eine Mehrheit von 55 Mandaten, 45 Senatoren waren Republikaner. Viele Beobachter hielten es für völlig offen, welche Partei nach der Senatswahl eine Mehrheit im Senat haben würde. Da eine Amtsperiode im Senat sechs Jahre dauert, wurden die 2014 zur Wahl stehenden Amtsträger zuletzt im Jahr 2008 gewählt, als die politische Stimmung sehr zu Gunsten der Demokraten war. Die Demokraten hatten 21 Sitze zu „verteidigen“, die Republikaner nur 15.
Nach der Wahl hatten die Republikaner im neuen Senat eine Mehrheit von 54 Sitzen.
Die Senatswahl 2014 markierte außerdem das 100-jährige Jubiläum der direkten Senatswahl. Vor dem 17. Zusatzartikel zur Verfassung der Vereinigten Staaten, der 1914 erstmals allgemein angewandt wurde, wurden die Senatoren von den Parlamenten der Bundesstaaten gewählt, nicht direkt von den Bürgern.
Parallel zu den Senatswahlen wurde das gesamte US-Repräsentantenhaus neu gewählt. Es waren die Halbzeitwahlen (Midterm elections) in der Mitte von Präsident Obamas zweiter Amtszeit. Auch fanden Gouverneurswahlen, Wahlen zu den Parlamenten der Bundesstaaten und Volksabstimmungen sowie einige Wahlen auf lokaler und kommunaler Ebene statt.
Zu Veränderungen nach der Wahl siehe auch Liste der Mitglieder des Senats im 114. Kongress der Vereinigten Staaten.

## Gesamtergebnis
| Partei                 | Stimmen (Anteil)    | Sitze zur Wahl (gesamter Senat) | Sitze errungen (gesamter Senat) |
| ---------------------- | ------------------- | ------------------------------- | ------------------------------- |
| Republikanische Partei | 24,631,488 (51,7 %) | 15 (45)                         | 24 (54)                         |
| Demokratische Partei   | 20,875,493 (43,8 %) | 21 (53)                         | 12 (44)                         |

## Neue Senatoren
| Bundesstaat    | neuer Senator        | vorheriger Senator |
| -------------- | -------------------- | ------------------ |
| Alaska         | Dan Sullivan         | Mark Begich        |
| Arkansas       | Tom Cotton           | Mark Pryor         |
| Colorado       | Cory Gardner         | Mark Udall         |
| Georgia        | David Perdue         | Saxby Chambliss    |
| Iowa           | Joni Ernst           | Tom Harkin         |
| Louisiana      | Bill Cassidy         | Mary Landrieu      |
| Michigan       | Gary Peters          | Carl Levin         |
| Montana        | Steve Daines         | John Walsh         |
| Nebraska       | Ben Sasse            | Mike Johanns       |
| North Carolina | Thom Tillis          | Kay Hagan          |
| South Dakota   | Mike Rounds          | Tim Johnson        |
| West Virginia  | Shelley Moore Capito | Jay Rockefeller    |

## Senatswahlen nach Bundesstaat

### Alabama

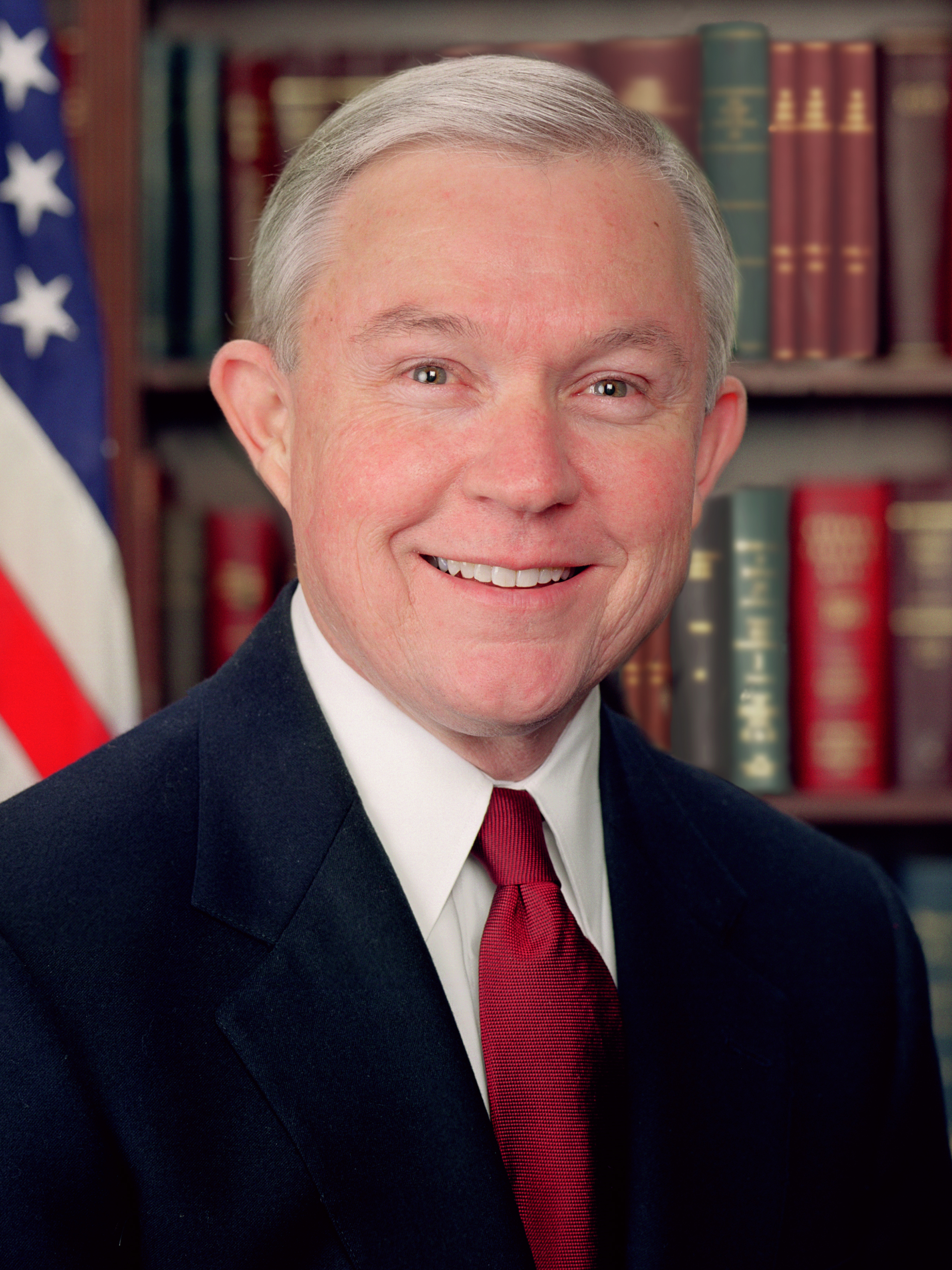
Jeff Sessions

In Alabama bestand bei den Wahlen 2014 ein Sonderstatus: Gegen den republikanischen Amtsinhaber Jeff Sessions wurde kein Demokrat aufgestellt. Im Jahr 2008 konnte er die Wahl in dem stark zu den Republikanern tendierenden Bundesstaat mit 63 Prozent gewinnen, obgleich in diesem Jahr die nationale Stimmung deutlich zu Gunsten der Demokraten war. Es ist die einzige Senatswahl ohne Gegenkandidaten, und Sessions erhielt dementsprechend beinahe alle Stimmen.
| Partei                 | Kandidat                 | Stimmen | Anteil  |
| ---------------------- | ------------------------ | ------- | ------- |
| Republikanische Partei | Jeff Sessions ( im Amt ) | 795.606 | 97,25 % |
| Andere                 | Andere                   | 22.484  | 2,75 %  |

### Alaska

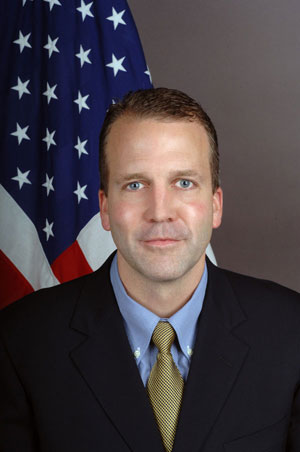
Dan Sullivan

Die Demokraten stellten den damals amtierenden Senator Mark Begich zur Wiederwahl auf, nachdem dieser in der Wahl 2008 den langjährigen Republikanischen Senator Ted Stevens besiegt hatte, wenn auch mit einem knappen Ergebnis. Dan Sullivan konnte selbst gegen seinen demokratischen Konkurrenten nur knapp siegen.
| Partei                 | Kandidat                          | Stimmen | Anteil  |
| ---------------------- | --------------------------------- | ------- | ------- |
| Republikanische Partei | Dan Sullivan ( neuer Amtsträger ) | 134.445 | 47,69 % |
| Demokratische Partei   | Mark Begich ( vormals im Amt )    | 129.431 | 45,83 % |
| Libertarian Party      | Mark Fish                         | 10.521  | 3,72 %  |
| Andere                 | Andere                            | 7.012   | 2,49 %  |

### Arkansas

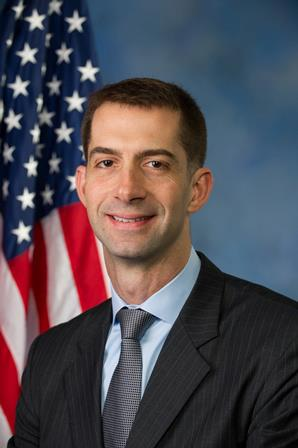
Tom Cotton

Senator Mark Pryor bewarb sich um die Wiederwahl. Sein Konkurrent aus den Reihen der Republikanischen Partei war der Abgeordnete aus dem Repräsentantenhaus Tom Cotton. Da die Wählerschaft in Arkansas üblicherweise mehr zu den Republikanern tendiert, konnten beide Kandidaten mehrere Umfragen anführen. Letztendlich gewann Cotton klar mit mehr als 56 % der Stimmen gegen Amtsinhaber Pryor.
| Partei                 | Kandidat                        | Stimmen | Anteil  |
| ---------------------- | ------------------------------- | ------- | ------- |
| Republikanische Partei | Tom Cotton ( neuer Amtsträger ) | 478.819 | 56,5 %  |
| Demokratische Partei   | Mark Pryor ( vormals im Amt )   | 334.174 | 39,43 % |
| Libertarian Party      | Nathan LaFrance                 | 17.210  | 2,03 %  |
| Green Party            | Mark Swaney                     | 16.797  | 1,98 %  |
| Andere                 | Andere                          | 505     | 0,06 %  |

### Colorado

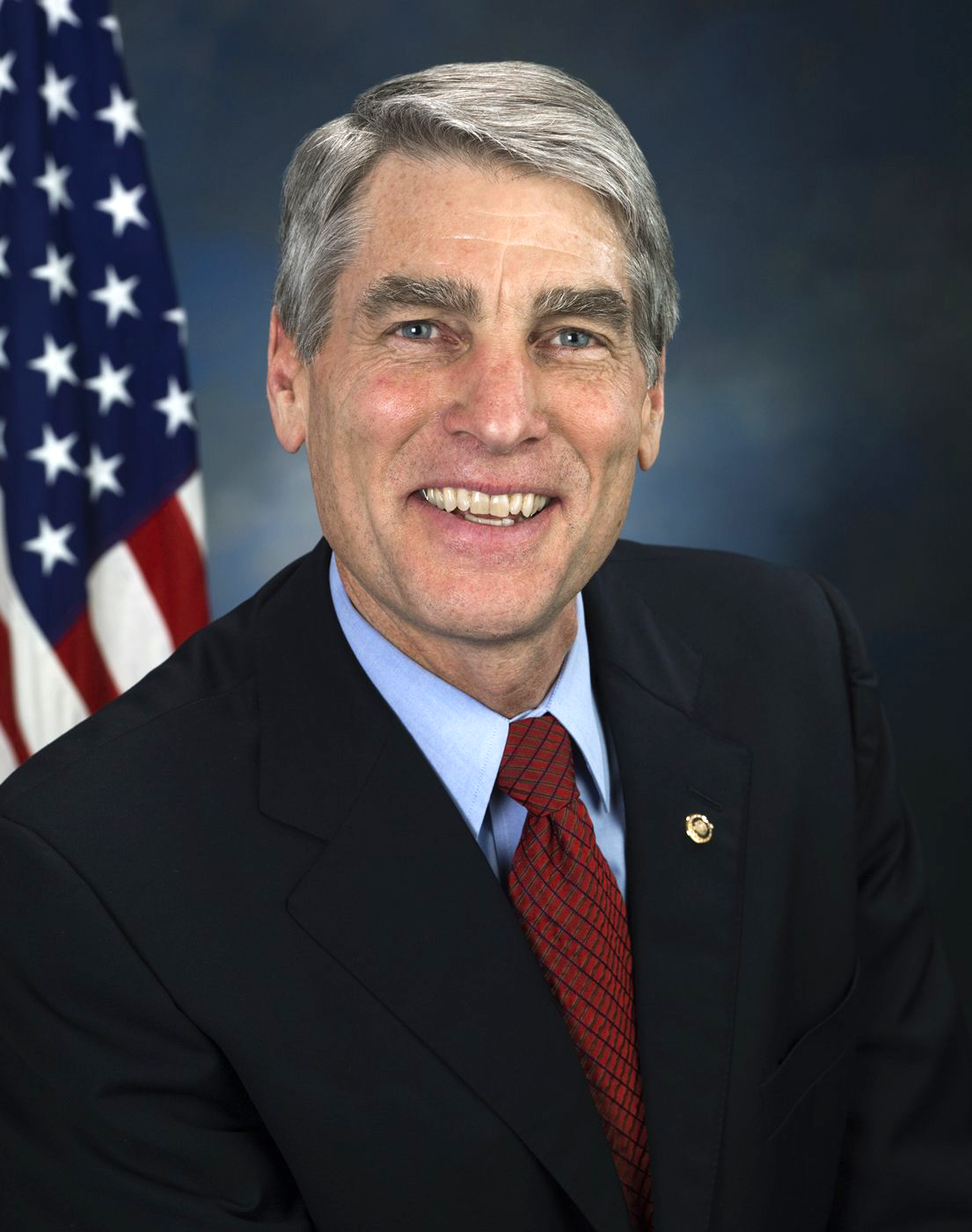
Mark Udall

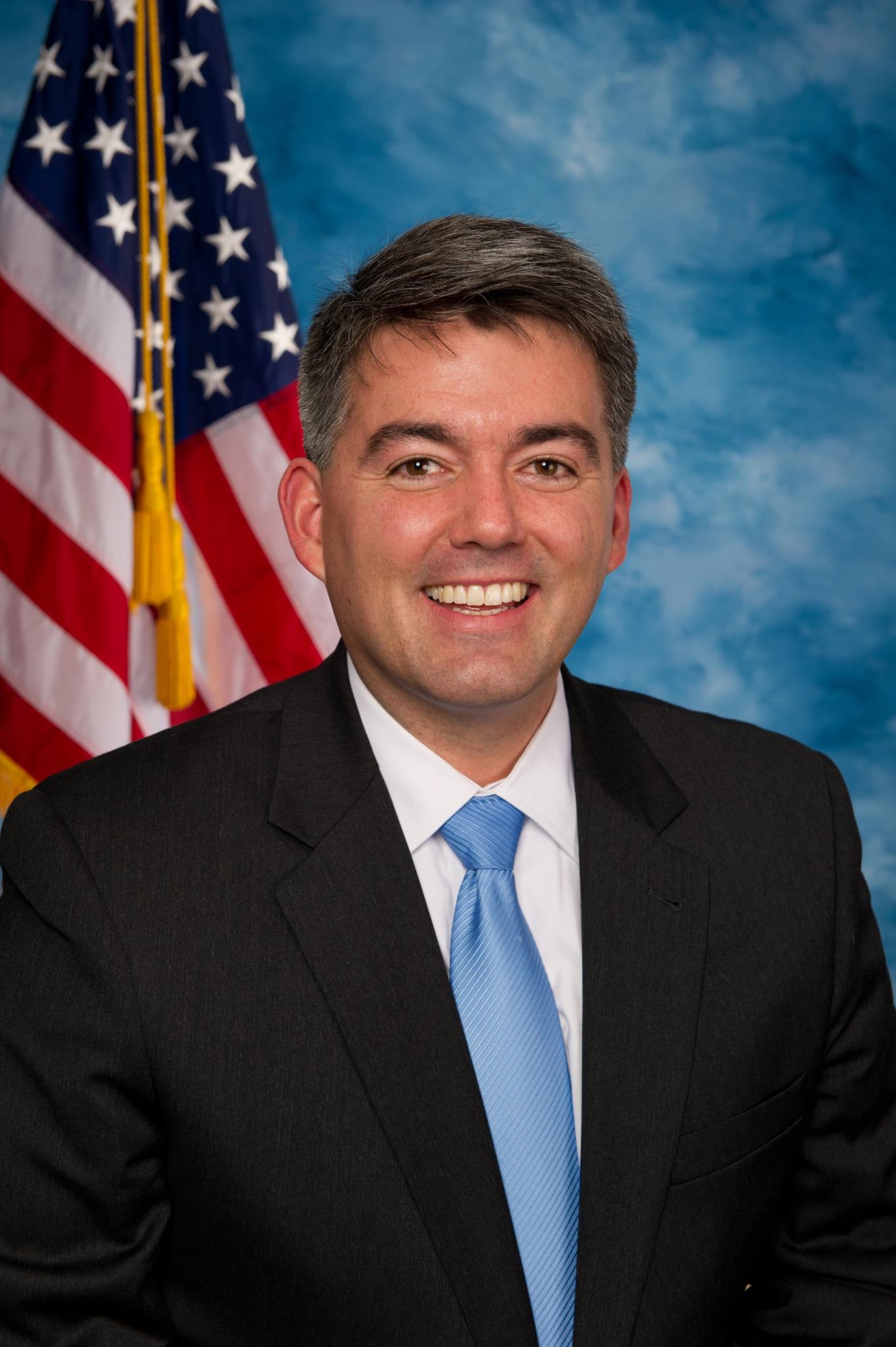
Cory Gardner

Mark Udall, der erstmals 2008 in sein Amt als Senator gewählt wurde, kandidierte für eine zweite Amtsperiode. Die Demokraten nominierten ihn dafür einstimmig. Er wurde durch den Republikaner Cory Gardner herausgefordert, der damals Abgeordneter im Repräsentantenhaus war. Der Wahlausgang wurde als relativ offen angesehen, Senator Udall konnte jedoch in den meisten Umfragen recht knapp anführen. Letztendlich gewann jedoch sein Herausforderer Gardner mit 48,2 % die Wahl.
| Partei                 | Kandidat                          | Stimmen | Anteil  |
| ---------------------- | --------------------------------- | ------- | ------- |
| Republikanische Partei | Cory Gardner ( neuer Amtsträger ) | 983.891 | 48,21 % |
| Demokratische Partei   | Mark Udall ( vormals im Amt )     | 944.203 | 46,26 % |
| Libertarian Party      | Gaylon Kent                       | 52.876  | 2,59 %  |
| Unity Party            | Bill Hammons                      | 6.427   | 0,31 %  |
| Andere                 | Andere                            | 53.623  | 2,29 %  |

### Delaware

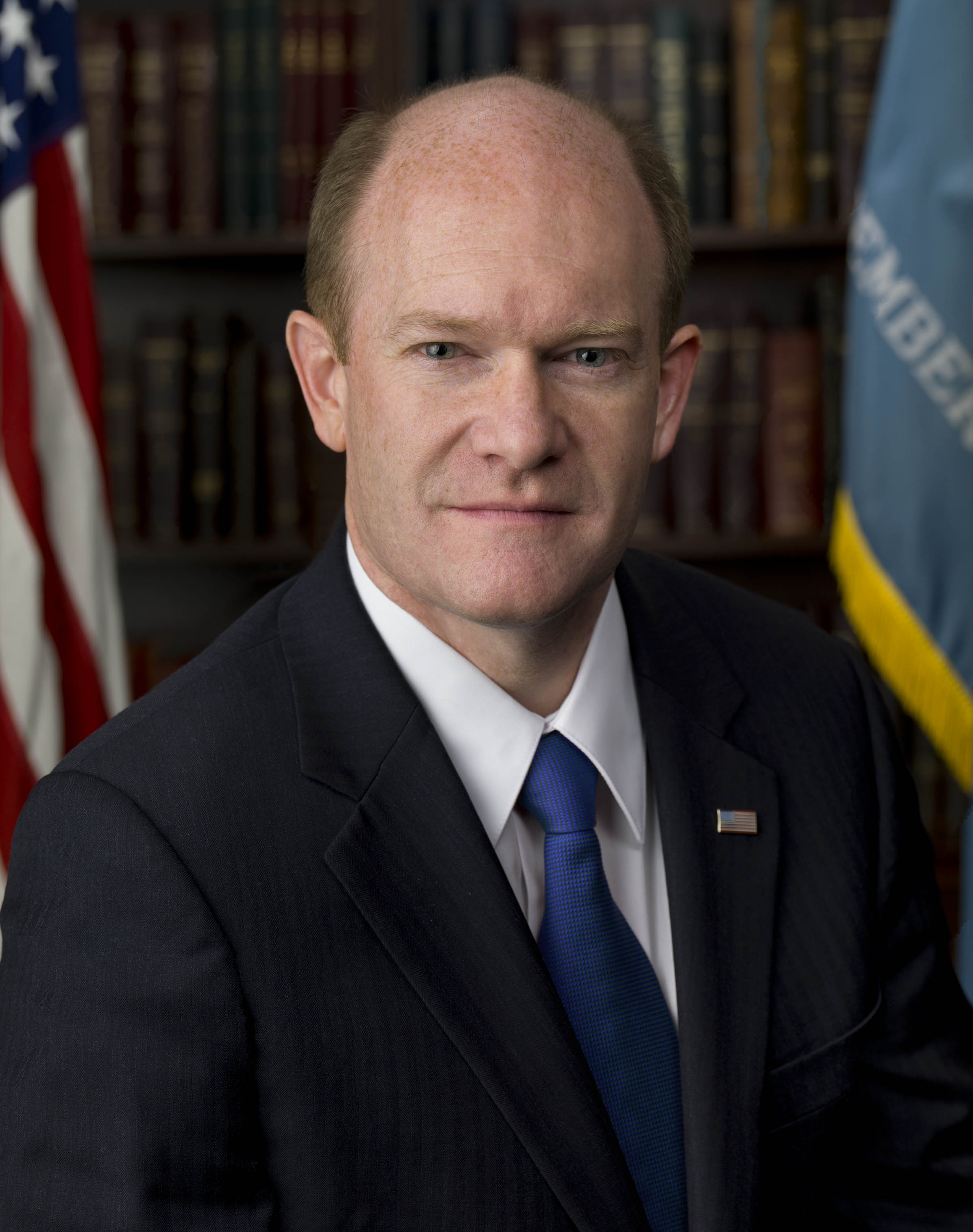
Cris Coons

Der amtierende Senator Chris Coons, Mitglied der Demokratischen Partei, gewann 2010 die außerordentliche Wahl für das Amt des Senators für Delaware, nachdem der bisherige Amtsinhaber Joe Biden im Jahr zuvor US-Vizepräsident wurde. Bei der Wahl von 2014 musste sich Coons erstmals einer regulären Wahl stellen. Sein Herausforderer war der Republikaner Kevin Wade. Wade, ein Geschäftsmann, kandidierte schon 2012 vergebens für den anderen Senatssitz aus Delaware. Die meisten politischen Beobachter erwarteten einen Sieg von Senator Coons. Dieser gewann dann auch mit fast 56 % der Stimmen.

### Georgia

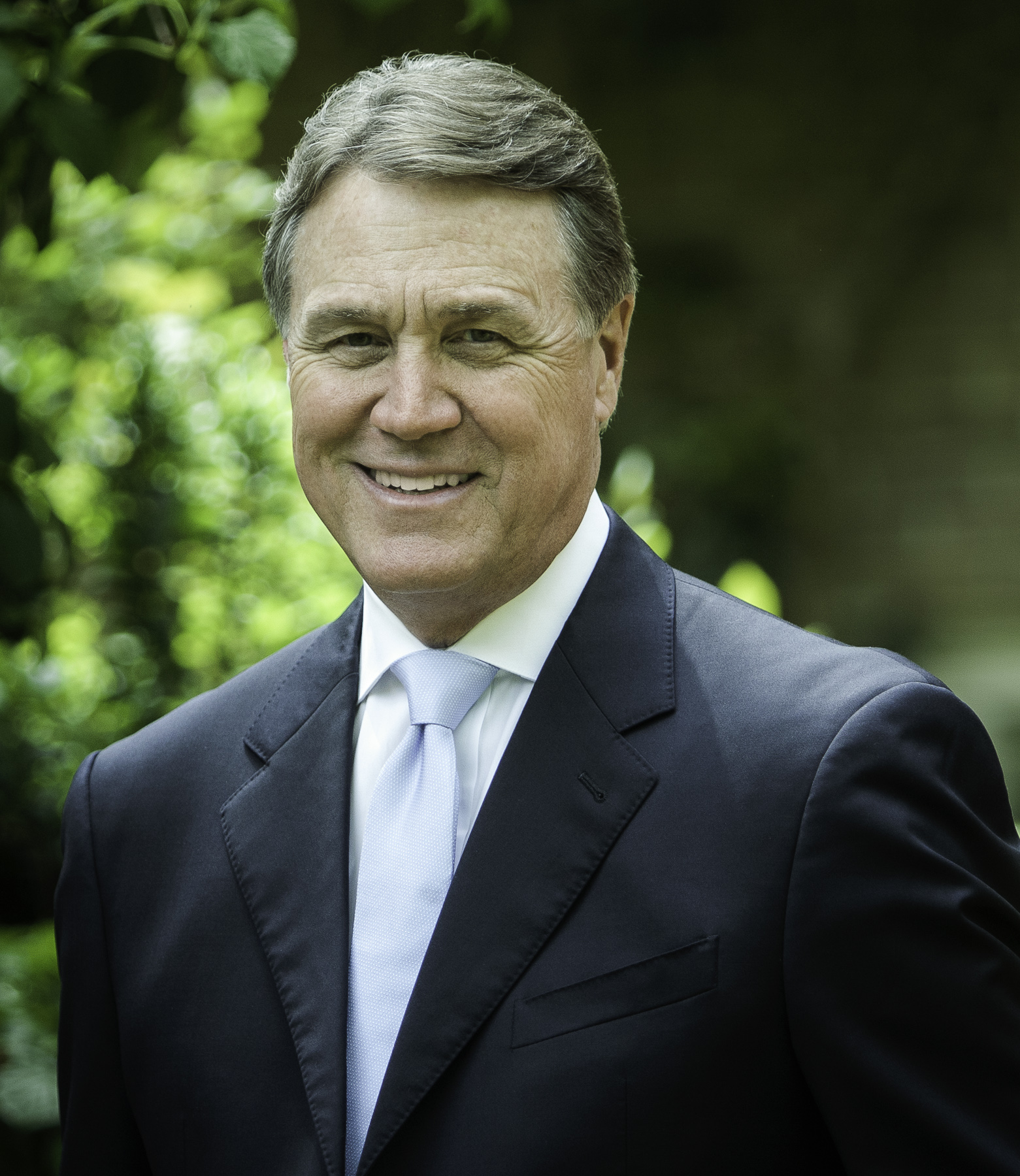
David Perdue

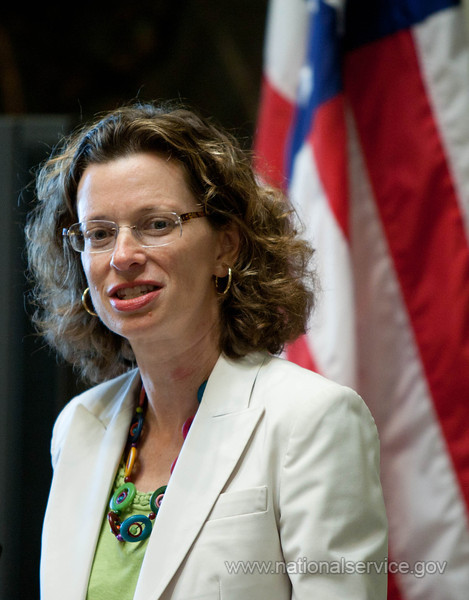
Michelle Nunn

Der amtierende Senator Saxby Chambliss von der Republikanischen Partei schloss Anfang des Jahres 2013 eine Wiederwahl aus Altersgründen aus. Um seine Nachfolge bewarben sich für die Republikaner der Unternehmer David Perdue, während die Demokraten Michelle Nunn aufstellten. Laut Umfragen war der Wahlausgang ungewiss. Am Ende gewann Perdue deutlich.

### Hawaii (Außerordentliche Wahl)

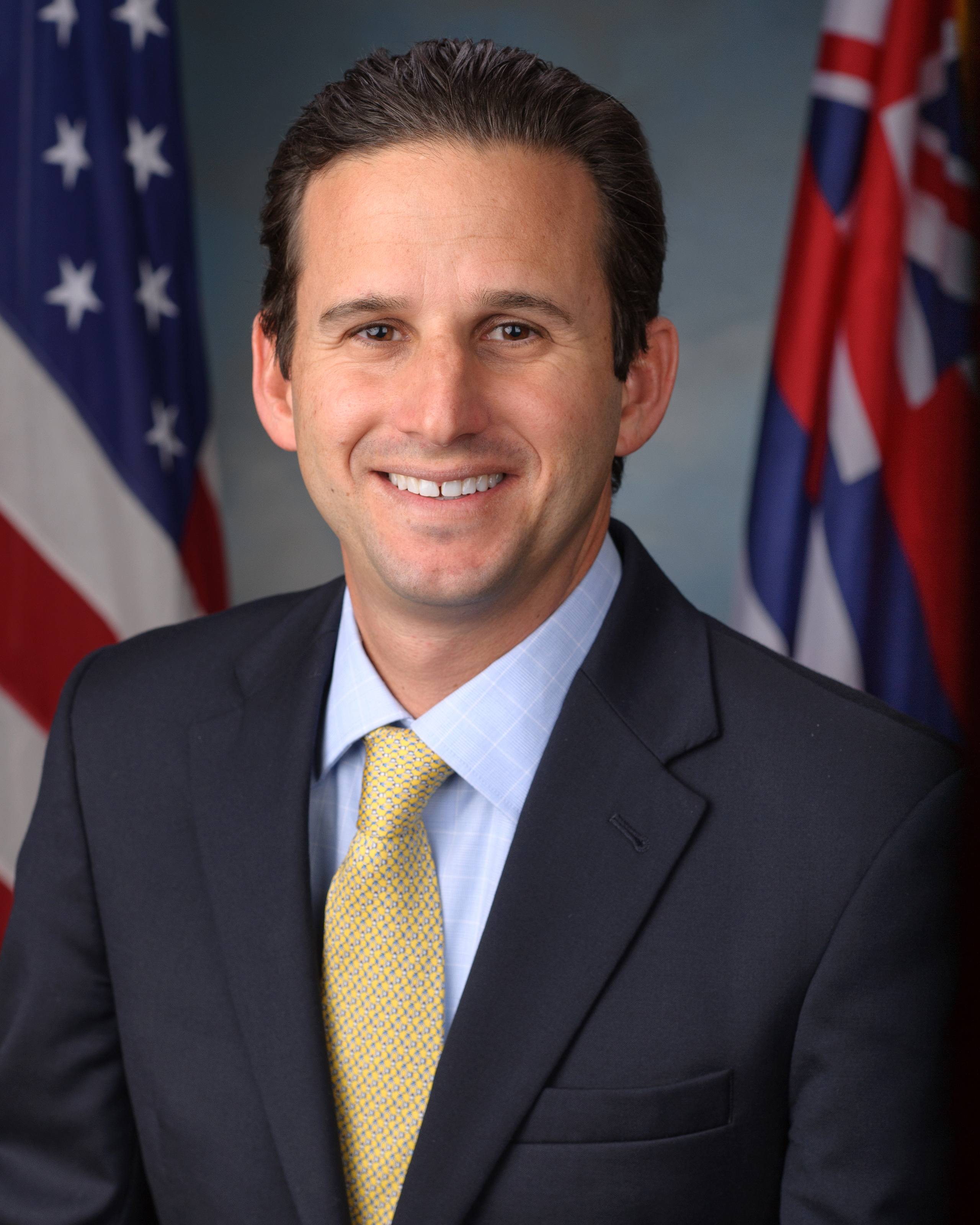
Brian Schatz

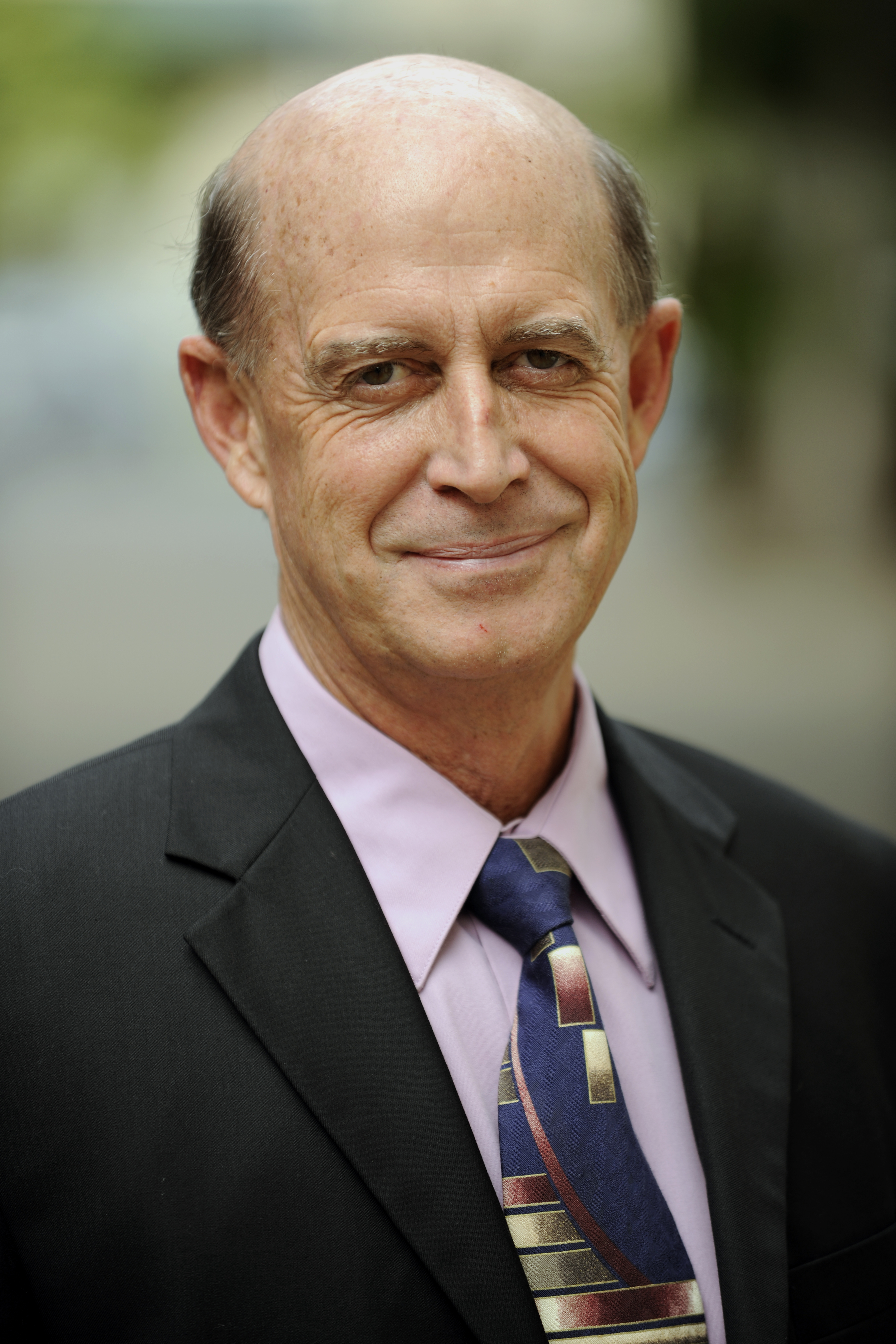
Campbell Cavasso

In Hawaii stand erstmals der Sitz des früheren Senators Daniel Inouye zur Wahl. Inouye, der seinen Bundesstaat seit 1963 im US-Senat vertrat, war Ende 2012 verstorben. Zu seinem Nachfolger ernannte Gouverneur Neil Abercrombie seinen Vizegouverneur Brian Schatz (was zu Kontroversen führte, da Inouye einen anderen Wunschkandidaten hatte). Zu seinem Herausforderer nominierten die Republikaner den früheren Staatsabgeordneten Campbell Cavasso. Brian Schatz geht als Favorit in die Wahl. Er gewann letztendlich mit fast 70 % der Stimmen sehr deutlich.

### Idaho

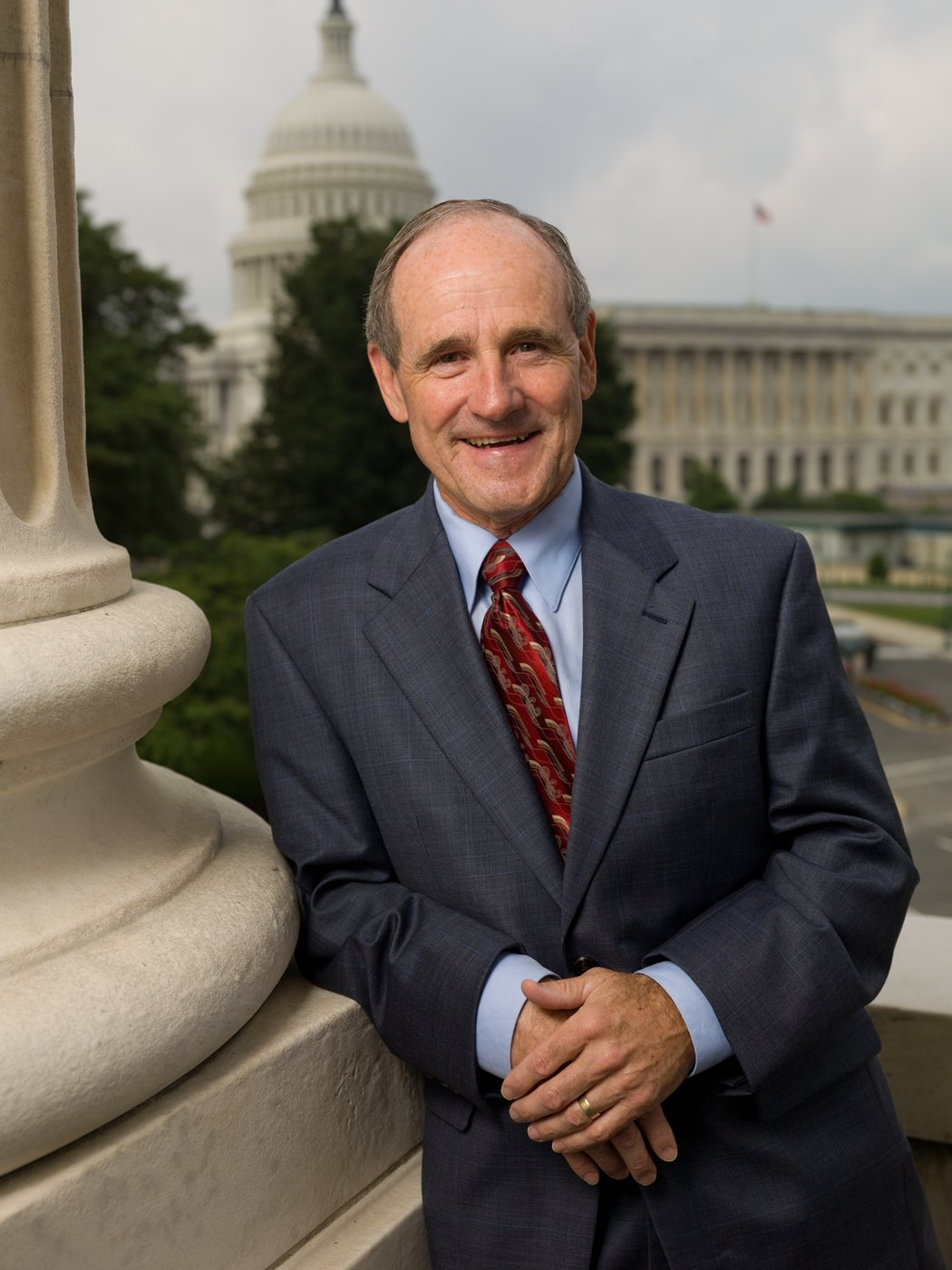
Jim Risch

Jim Risch, der republikanische Amtsinhaber, kandidierte für eine zweite Amtsperiode. Sein Gegner war der Demokrat Nels Mitchell, ein Staatsanwalt aus Boise. Mitchell wurden allenfalls Außenseiterchancen eingeräumt, diese Wahl für sich zu entscheiden. Risch gewann jedoch mit über 65 % deutlich.

### Illinois

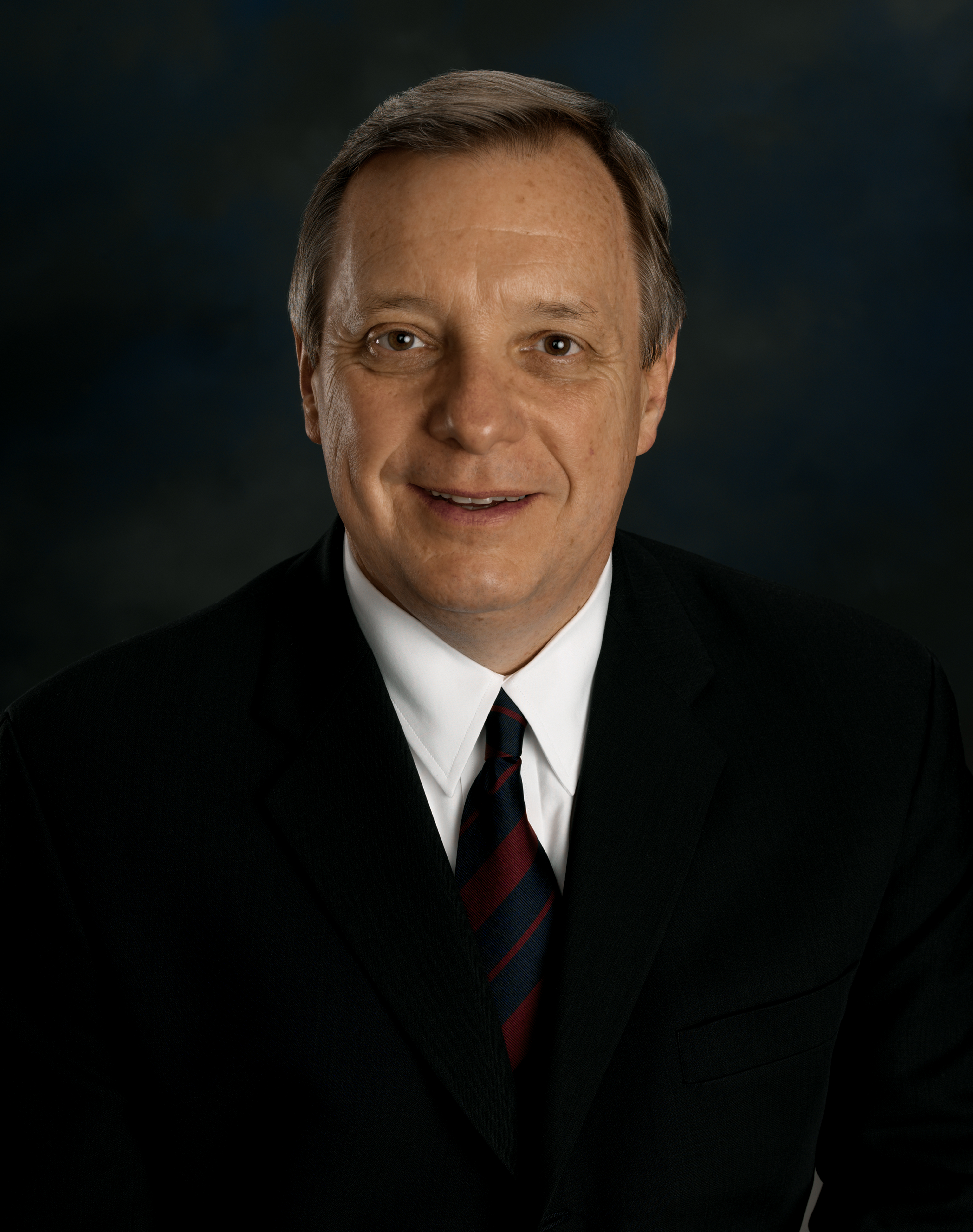
Dick Durbin

In Illinois kandidierte Amtsinhaber Dick Durbin, der auch das Amt des stellvertretenden Fraktionsvorsitzenden (Whip) ausübt, für eine vierte Amtszeit. Die Republikaner nominierten den Staatssenator Jim Oberweis zum Herausforderer Durbins. In dem Bundesstaat, der mehr zu den Demokraten neigt, wurde Durbin als Favorit für die Wahl angesehen. Er gewann die Wahl am Ende mit mehr als zehn Prozentpunkten Vorsprung.

### Iowa

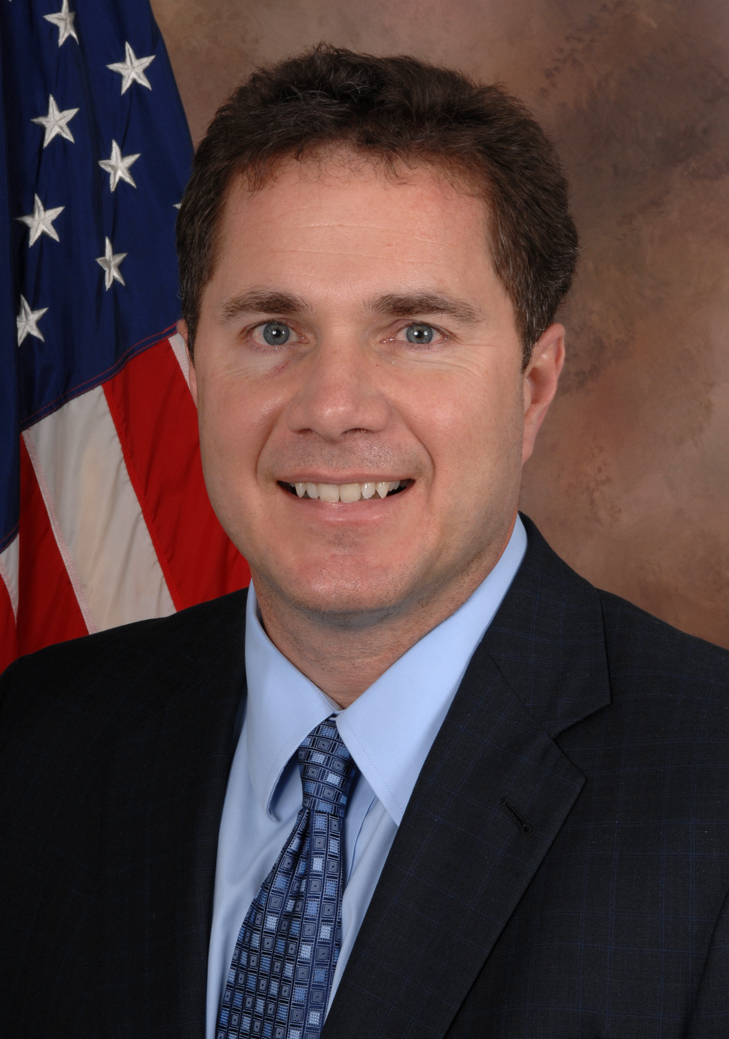
Bruce Braley

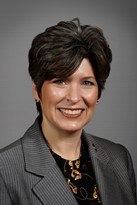
Joni Ernst

Der demokratische Amtsinhaber Tom Harkin, der seinen Bundesstaat seit 1985 im Senat vertrat, verzichtete aus Altersgründen auf eine neuerliche Kandidatur. Für die Demokraten kandidierte der Abgeordnete aus dem Repräsentantenhaus Bruce Braley für Harkins Nachfolge. Aus den Reihen der Republikanischen Partei wurde die Staatssenatorin Joni Ernst aufgestellt. Die meisten politischen Beobachter sahen ein Kopf-an-Kopf-Rennen. Ernst gewann die Wahl mit deutlichem Vorsprung.

### Kansas

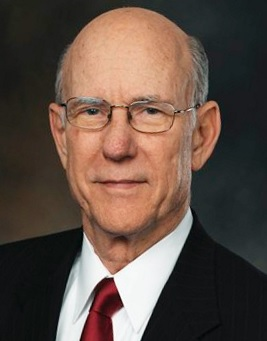
Pat Roberts

Die Senatswahl in Kansas war von einer Besonderheit geprägt, da der demokratische Bewerber Chad Taylor seine Kandidatur zurückzog. Für die Republikaner kandidierte Amtsinhaber Pat Roberts. Sein schärfster Konkurrent war der parteilose Kandidat Greg Orman, ein Unternehmer. Politische Analytiker stuften das Rennen besonders durch den Verzicht der Demokraten auf eine Bewerbung als völlig offen an. Des Weiteren kandidierte noch für die Libertarian Party Randall Batson, dem aber kaum Chancen eingeräumt wurden. Roberts gewann die Wahl mit knapp mehr als 53 %.

### Kentucky

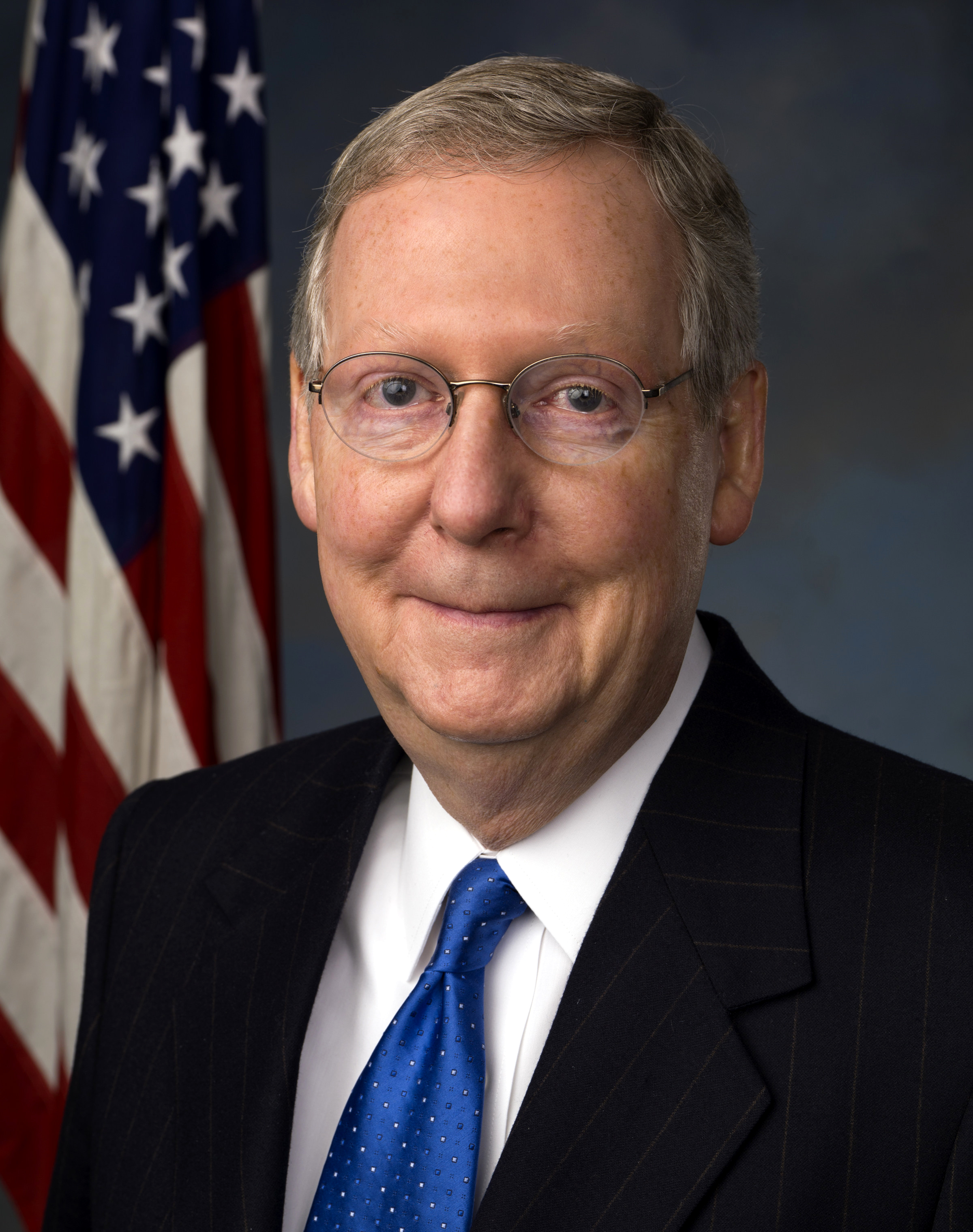
Mitch McConnell

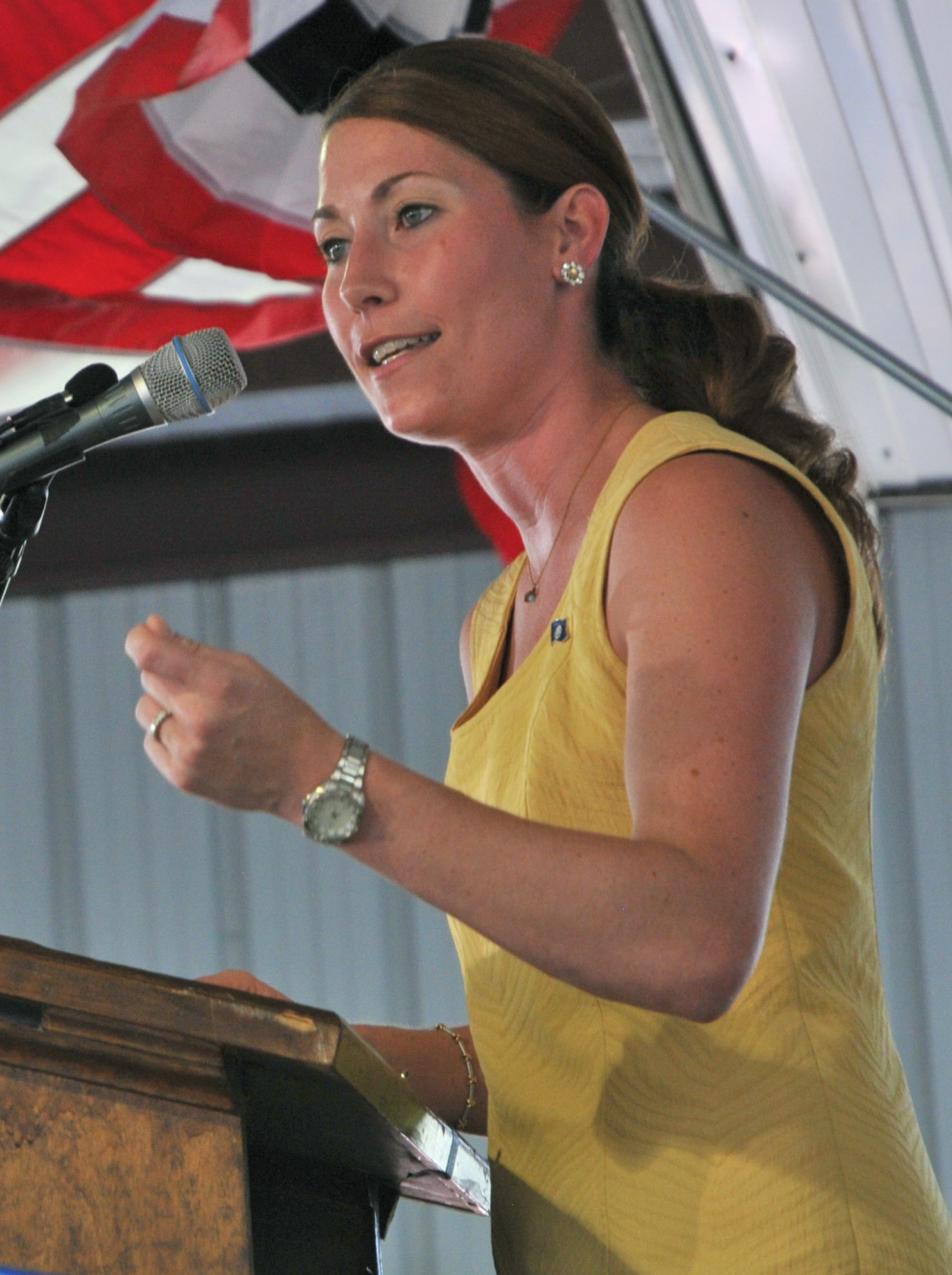
Alison Lundergan Grimes

Die Senatswahl von Kentucky war von besonderem medialen Interesse, da sich dort der republikanische Fraktionschef Mitch McConnell um eine Wiederwahl bemühte. Da McConnells Zustimmungswerte zuletzt erheblich sanken, hatte er in Kentuckys Staatsministerin, der Demokratin Alison Lundergan Grimes, ungewöhnlich starke Konkurrenz gefunden. Der Wahlausgang wurde als völlig offen angesehen. Letztendlich gewann McConnell die Wahl jedoch mit mehr als 16 Prozentpunkten deutlich.

### Louisiana

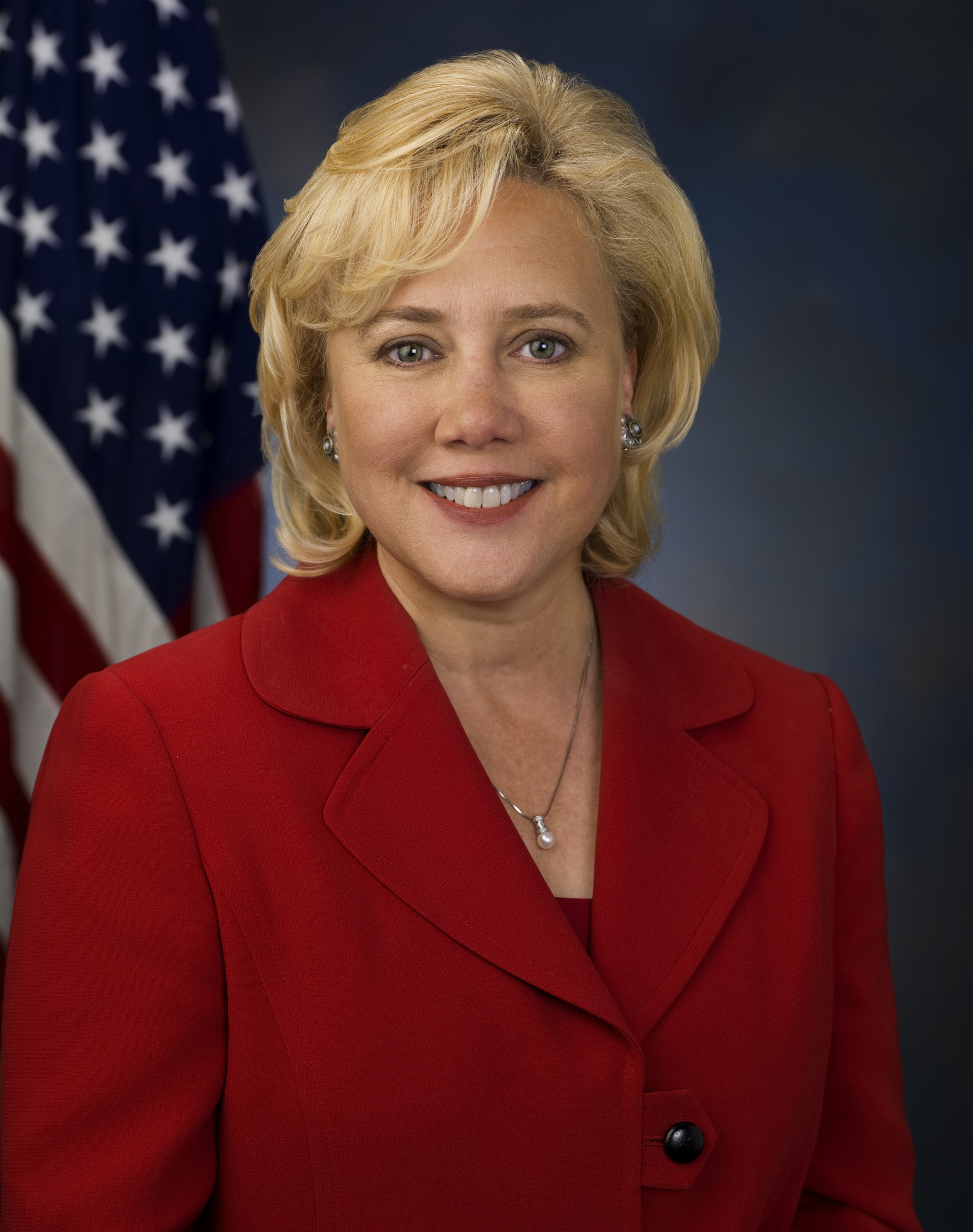
Mary Landrieu

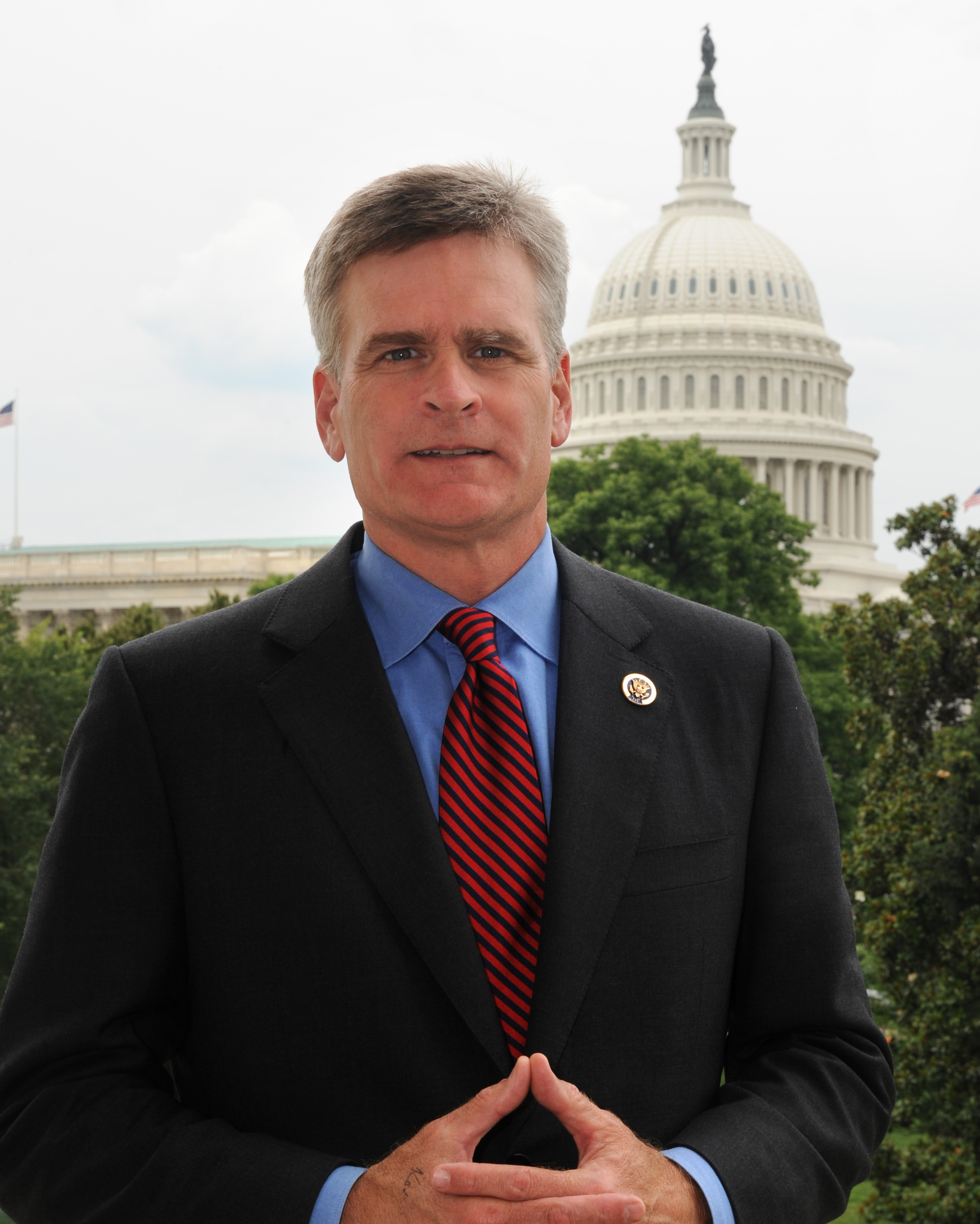
Bill Cassidy

Die seit 1997 im Senat vertretene Mary Landrieu von den Demokraten kandidierte für eine vierte Wahlperiode. Ihr republikanischer Gegenkandidat war der Abgeordnete aus dem Repräsentantenhaus Bill Cassidy. Beide Kandidaten konnten Umfragen bereits anführen. Landrieu verlor die Wahl gegen Cassidy. Dieser erhielt fast 56 % der Stimmen.

### Maine

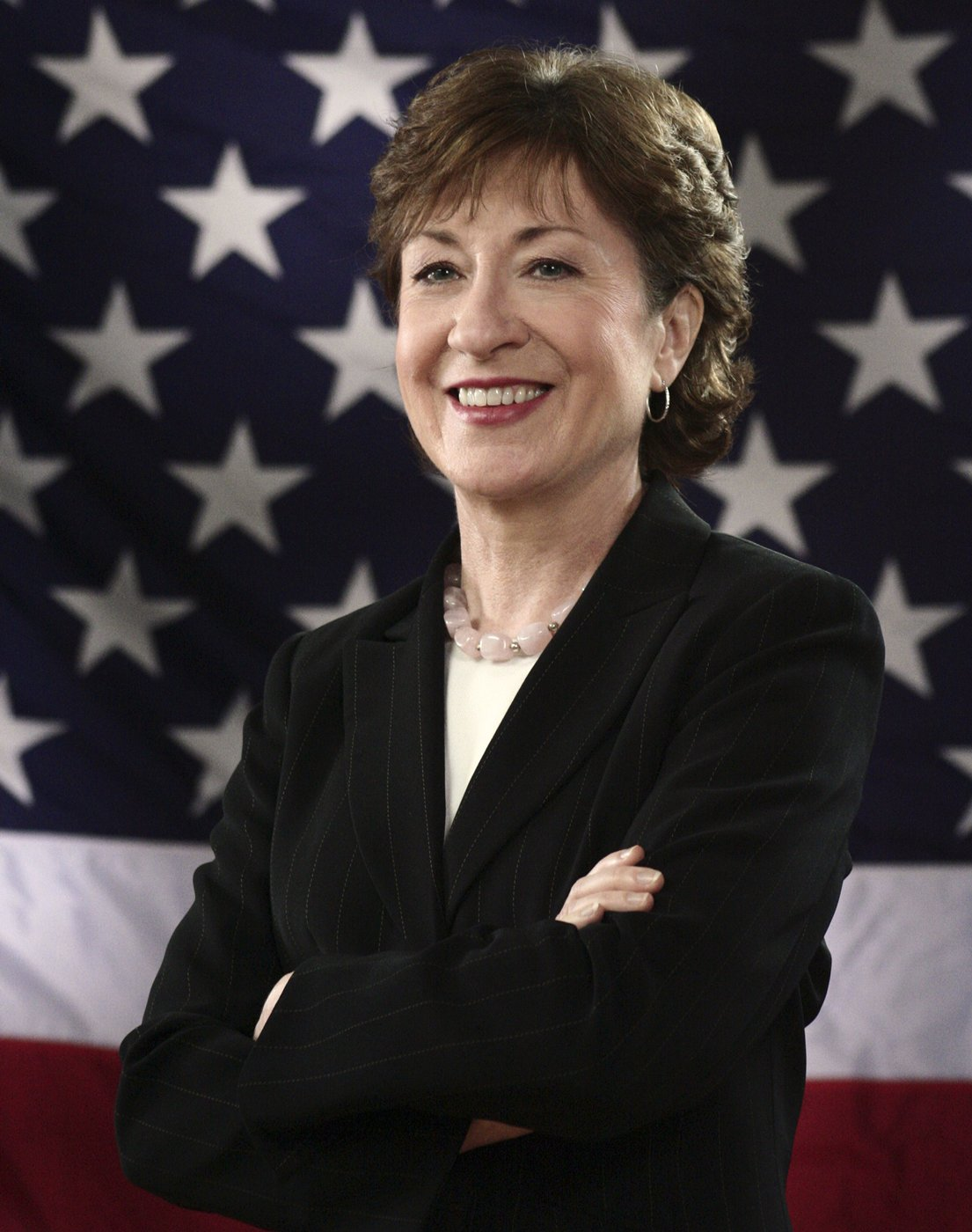
Susan Collins

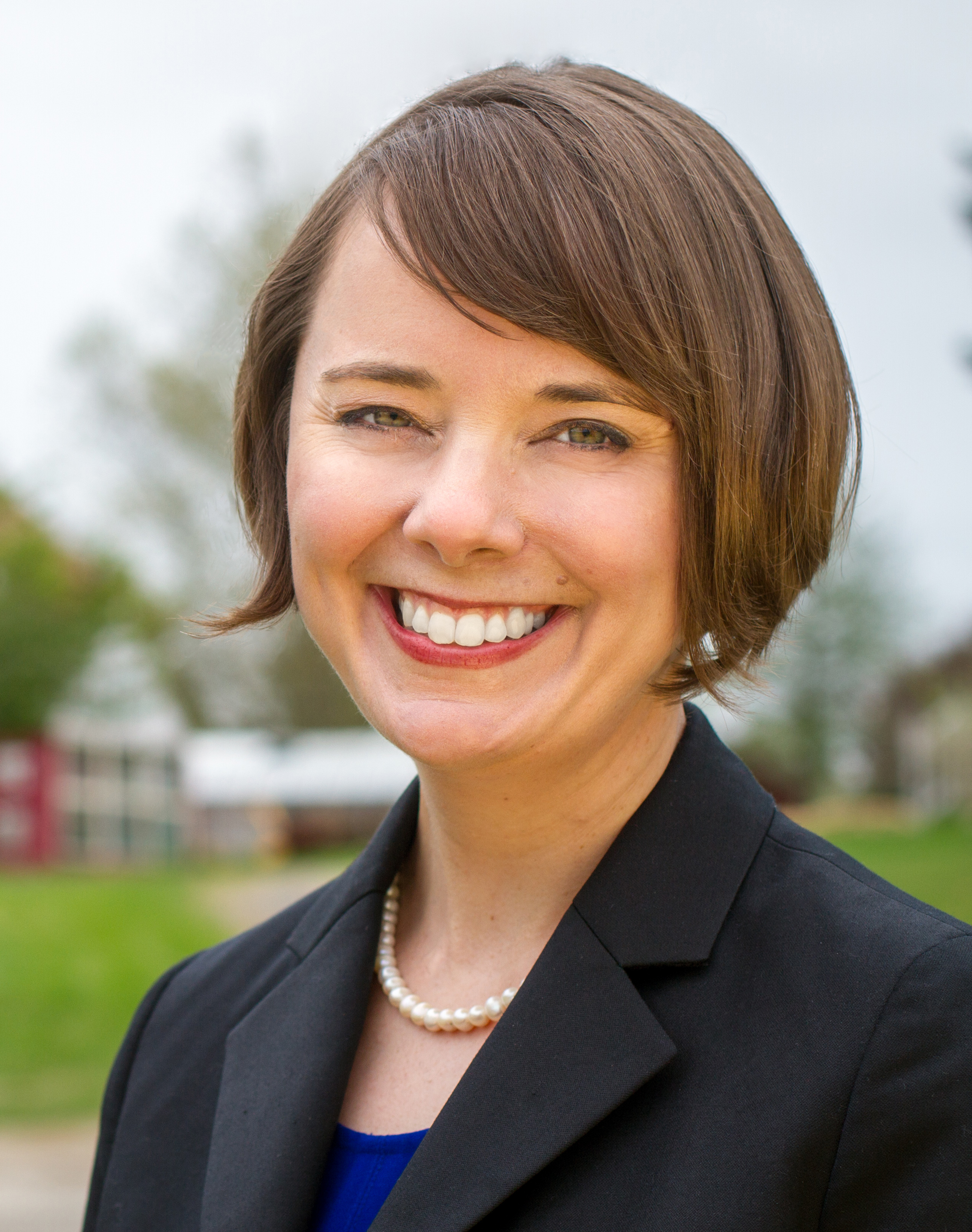
Shenna Bellows

Susan Collins, die für die Republikaner im Senat saß, wurde von ihrer Partei zur Wiederwahl nominiert. Sie sah sich Gewerkschafterin Shenna Bellows von den Demokraten gegenüber. Obwohl die Demokraten in Maine üblicherweise dominanter sind, sahen Umfragen einen klaren Vorsprung für Collins. Collins gewann die Wahl am Ende mit mehr als 68 % der Stimmen.

### Massachusetts

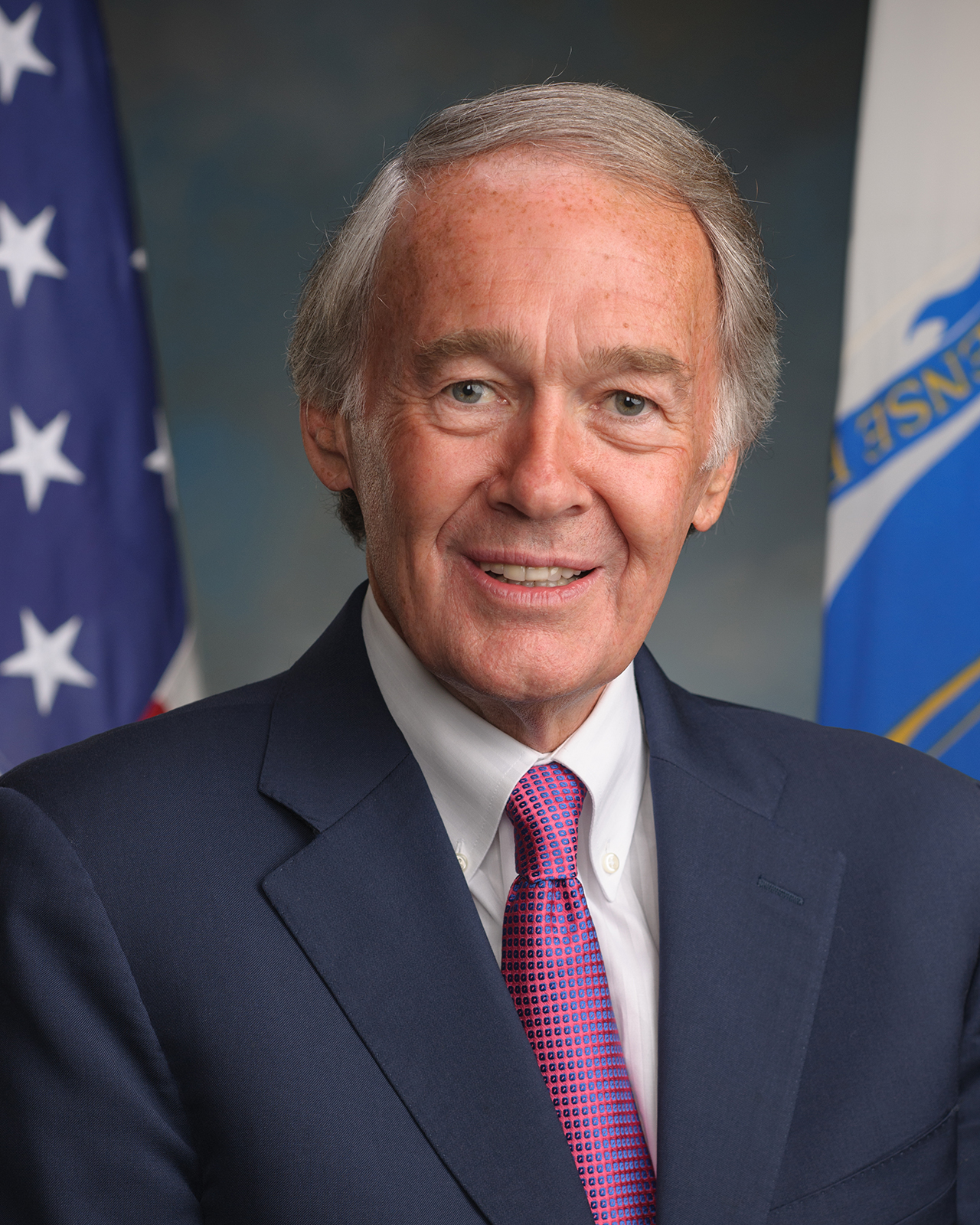
Ed Markey

Der demokratische Senator Ed Markey gewann im Jahr 2013 eine Sonderwahl für seinen Sitz, den zuvor John Kerry innehatte. Nachdem US-Präsident Barack Obama Kerry zum Außenminister ernannte, trat dieser zurück. Im Jahr 2014 stand die nächste turnusgemäße Wahl für dieses Mandat an. Markeys republikanischer Herausforderer war der Kommunalpolitiker Brian Herr, dem jedoch allenfalls Außenseiterchancen auf einen Sieg eingeräumt werden. Markey gewann die Wahl mit fast 62 %.

### Michigan

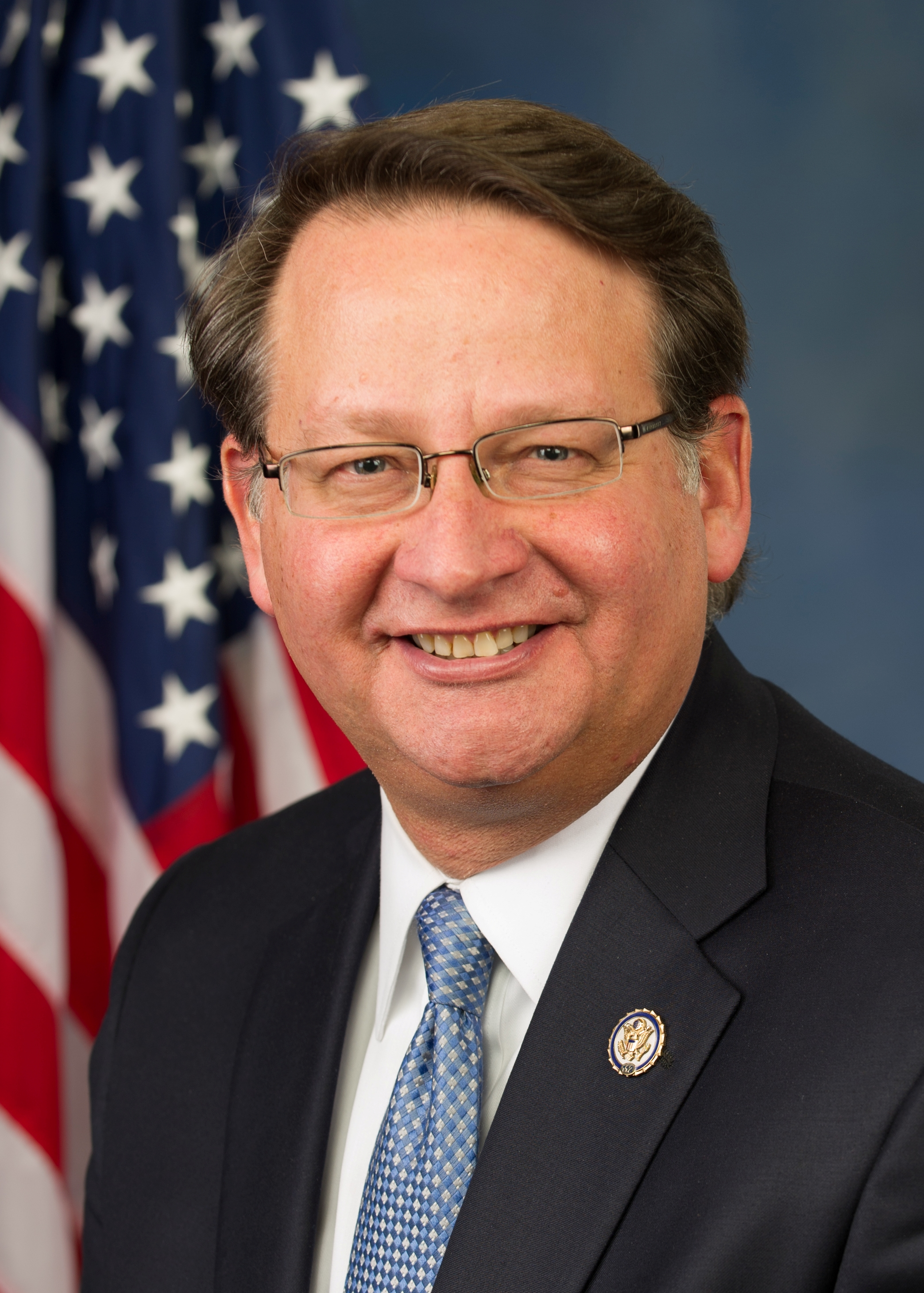
Gary Peters

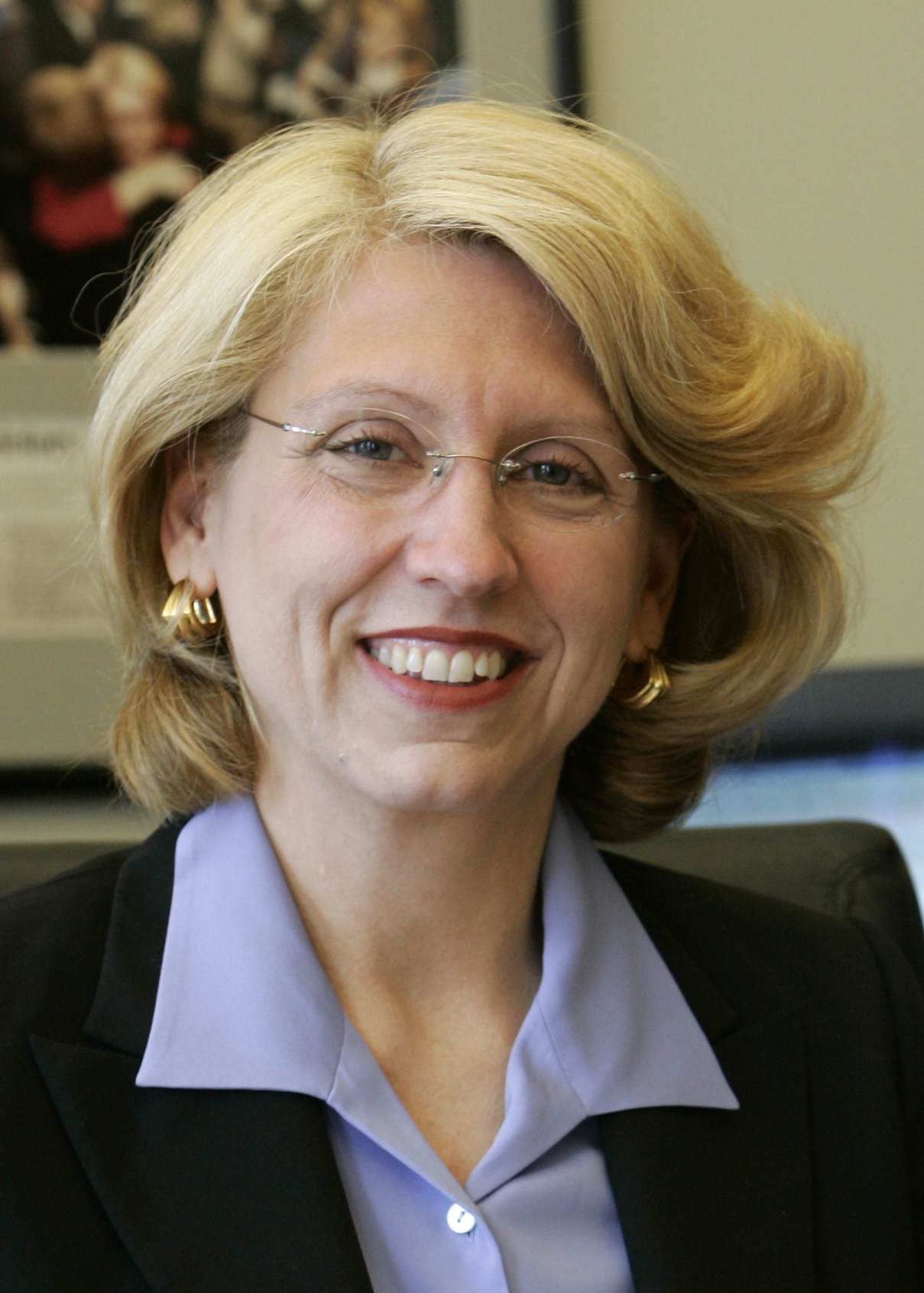
Terri Lynn Land

In Michigan bewarben sich um die Nachfolge des nicht mehr kandidierenden Senators Carl Levin (Demokrat) sein Parteikollege Gary Peters, welcher damals Mitglied des Repräsentantenhauses war, und die Republikanerin Terri Lynn Land, ehemals Secretary of State des Bundesstaats. Der demokratische Bewerber Peters wurde als Favorit angesehen, da er die meisten Umfragen anführen konnte. Peters gewann die Wahl mit 54,6 %.

### Minnesota

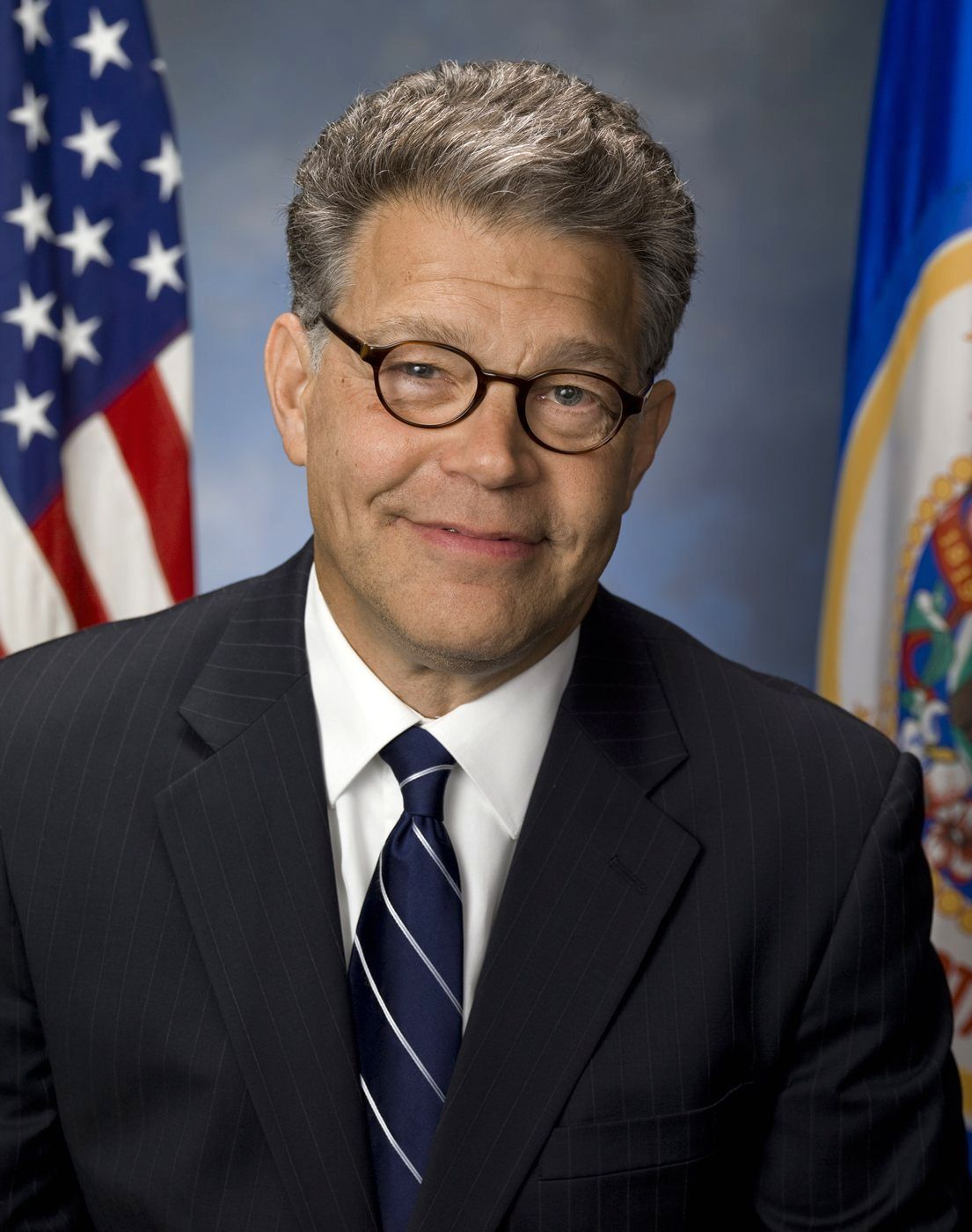
Al Franken

Der amtierende demokratische Senator Al Franken kandidierte erneut und tritt dabei gegen den Unternehmer Mike McFadden an, der sich bei den Republikanern in den Vorwahlen durchsetzen konnte. Alle Umfragen sahen Senator Franken vorne, weshalb er Favorit für die Senatswahl in Minnesota galt. Franken gewann die Wahl mit 53 %.

### Mississippi

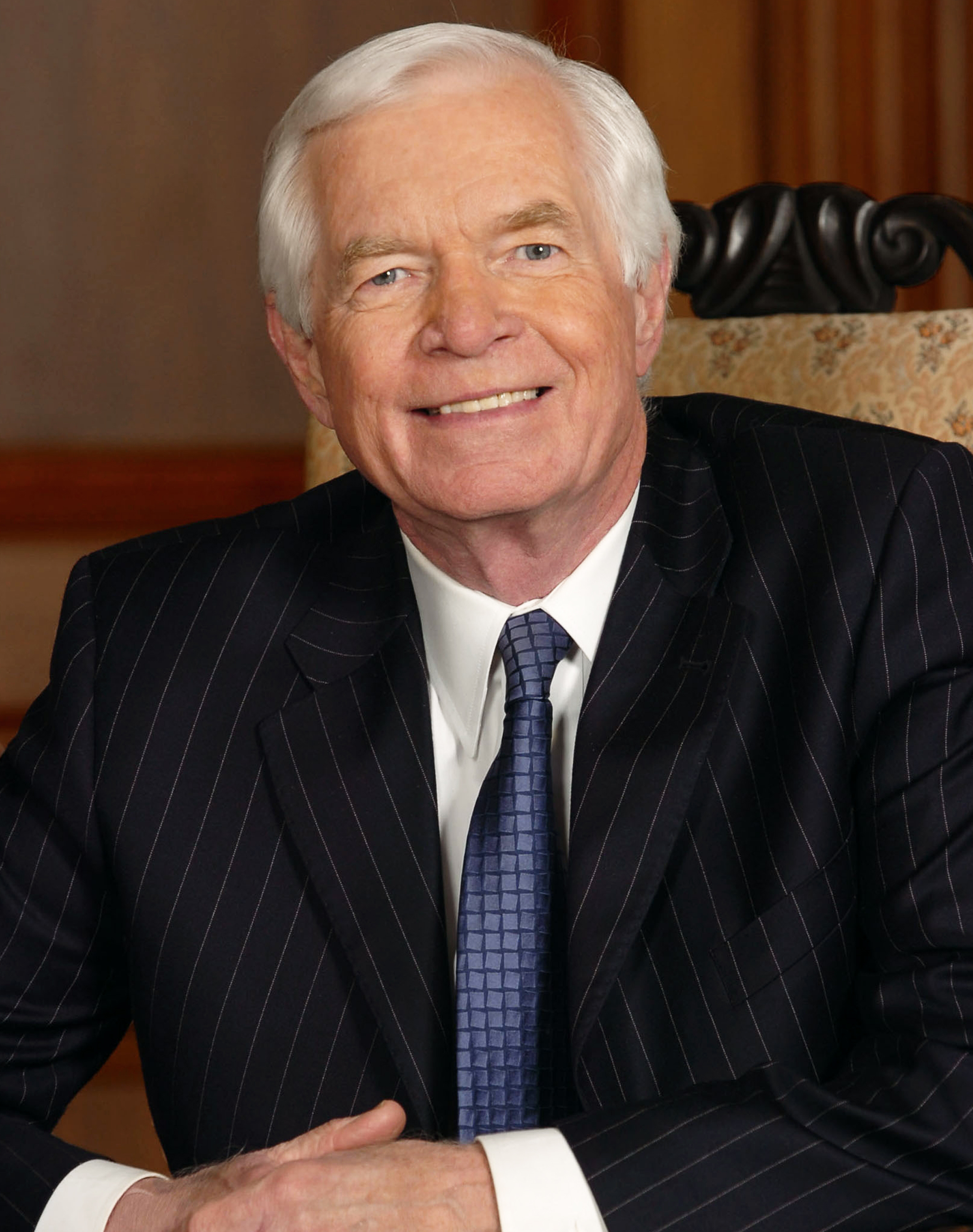
Thad Cochran

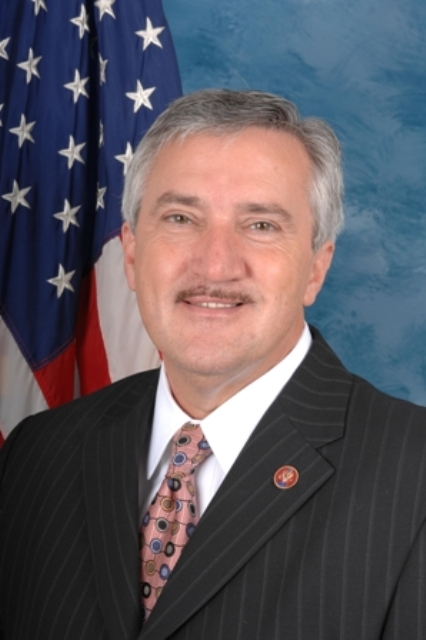
Travis Childers

Thad Cochran, Mitglied der Republikanischen Partei und seit 1978 im Senat vertreten, bewarb sich erneut um sein Mandat. Sein demokratischer Herausforderer war der ehemalige Abgeordnete aus dem Repräsentantenhaus Travis Childers. In dem republikanisch dominierten Bundesstaat wurden Amtsinhaber Cochran deutlich höhere Siegeschancen eingeräumt. Auch wenn Senator Cochran die republikanische Vorwahl erst im zweiten Wahlgang knapp gewinnen konnte, gewann er die Hauptwahl klar mit fast 60 %.

### Montana

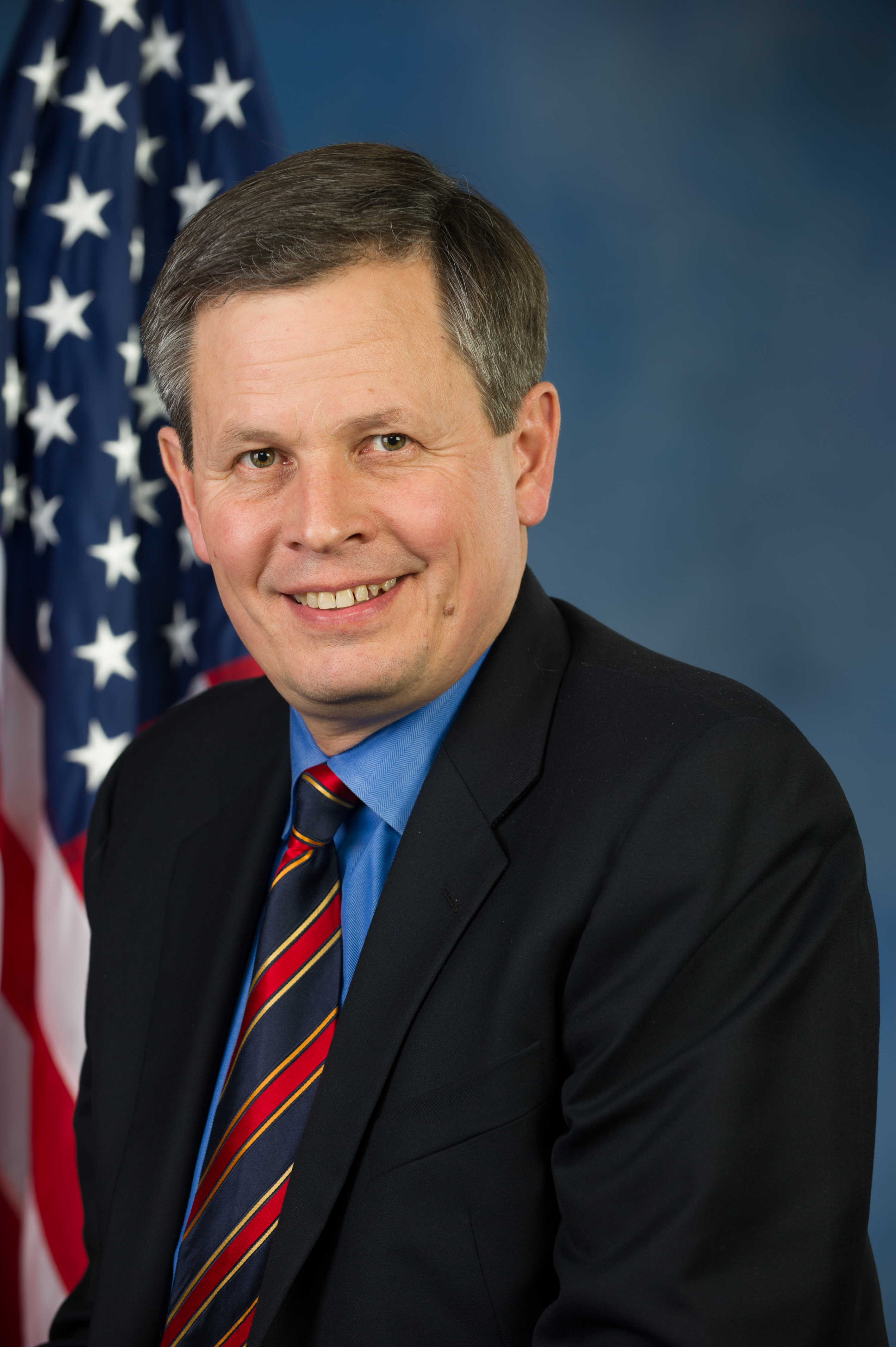
Steve Daines

Der demokratische Senator Max Baucus gab im Februar 2014 seinen Rücktritt als US-Senator bekannt, um US-Botschafter in China zu werden. Der demokratische Gouverneur von Montana, Steve Bullock, nominierte daraufhin seinen Parteikollegen und Lieutenant Governor von Montana John Walsh zum neuen, interimistischen US-Senator für Montana. Nachdem Walsh die demokratischen Vorwahlen deutlich für sich entscheiden konnte, musste er jedoch überraschenderweise am 7. August aufgrund eines Plagiatsvorwurfs seinen Rücktritt bekanntgeben. Die Demokraten entschieden sich auf einer Parteiversammlung am 16. August für Amanda Curtis als neue Kandidatin. Allerdings wurden Curtis, derzeit Abgeordnete im Repräsentantenhaus von Montana, gegen den republikanischen Kandidaten und US-Kongressabgeordneten Steve Daines laut Umfragen nur Außenseiterchancen eingeräumt. Es wurde erwartet, dass der Sitz damit aller Voraussicht nach von den Demokraten zu den Republikanern wechseln wird. Dies geschah letztendlich auch, denn Daines gewann die Wahl mit 58 %.

### Nebraska

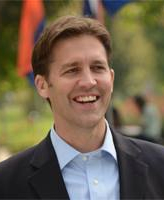
Ben Sasse

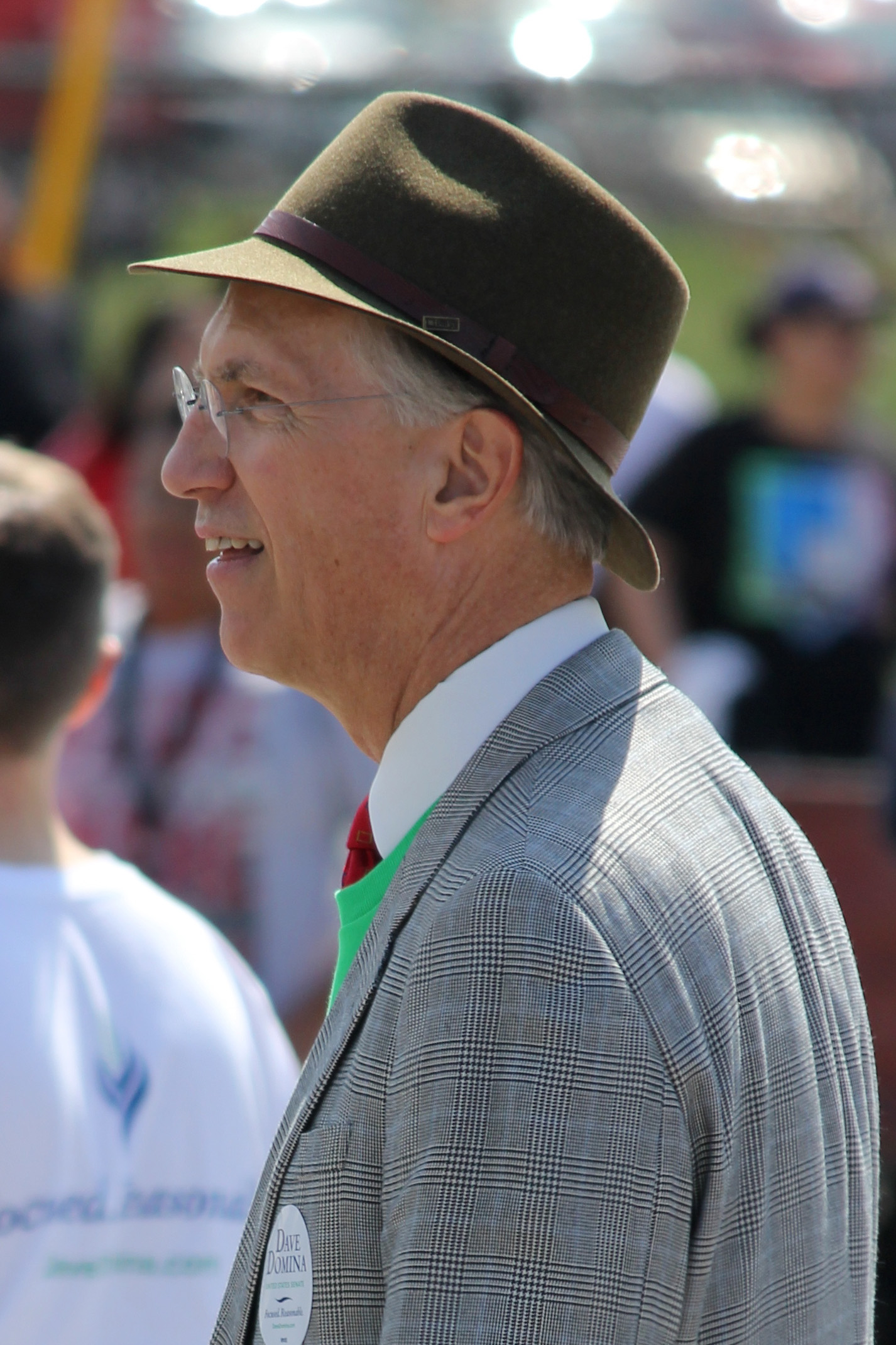
David Domina

Der amtierende republikanische US-Senator Mike Johanns trat nicht mehr zur Wahl an. Für die Republikaner ging deshalb der damalige Präsident der Midland University, Ben Sasse, ins Rennen. Sasse konnte sich in den parteiinternen Vorwahlen mit 49 % gegen seine Mitbewerber Sid Dinsdale (22 %) und Shane Osborn (21 %) deutlich durchsetzen. Bei den Demokraten setzte sich in den Vorwahlen der Rechtsanwalt David Domina mit 67 % gegen Larry Marvin durch. Sasse ging als klarer Favorit in die Hauptwahl, da Nebraska stark republikanisch geprägt ist. Bei der Präsidentschaftswahl 2012 erreichte Präsident Obama nur 38 % der Stimmen in Nebraska, während der Republikaner Mitt Romney auf knapp 60 % kam.
Sasse gewann die Wahl mit fast 65 %.

### New Hampshire

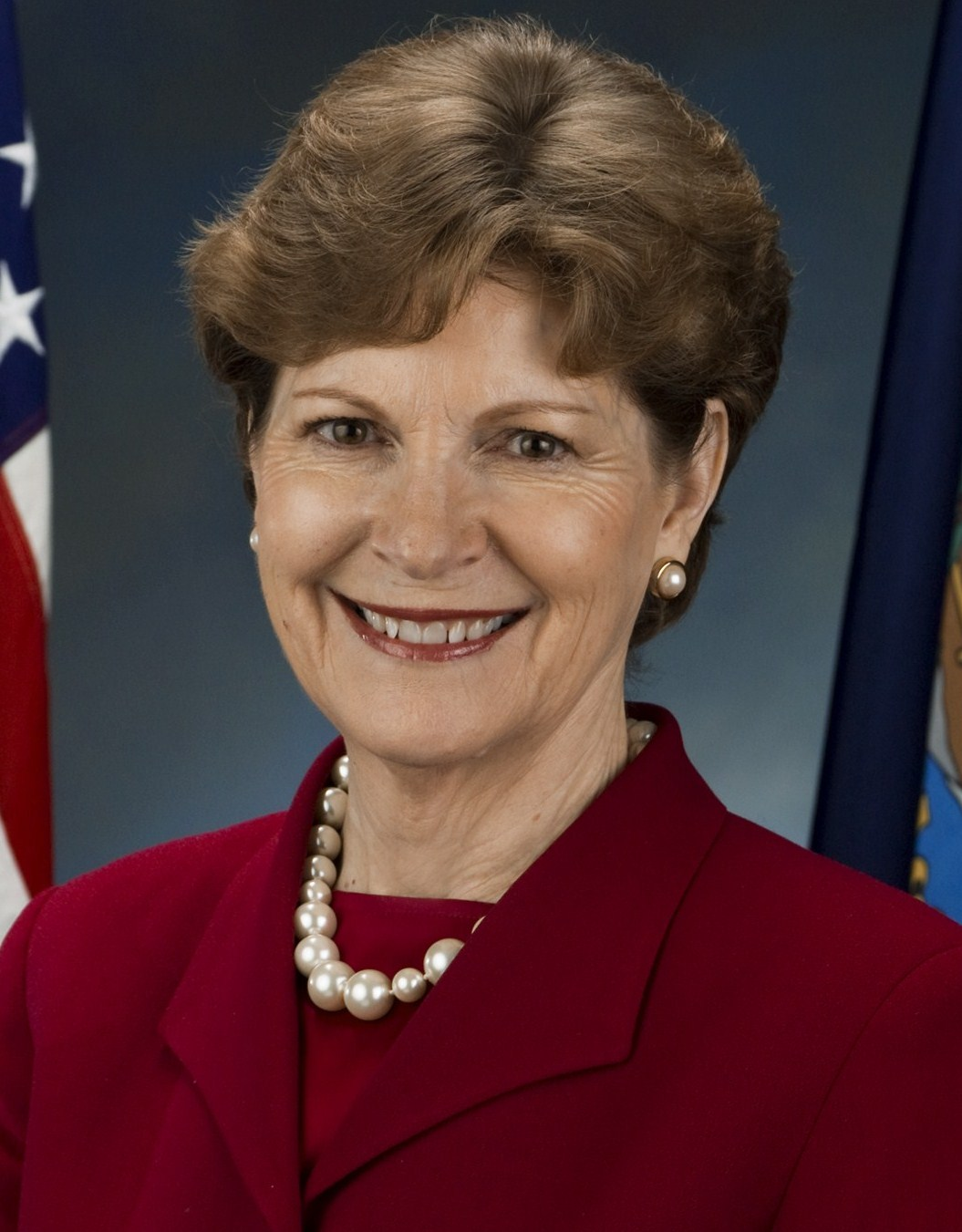
Jeanne Shaheen

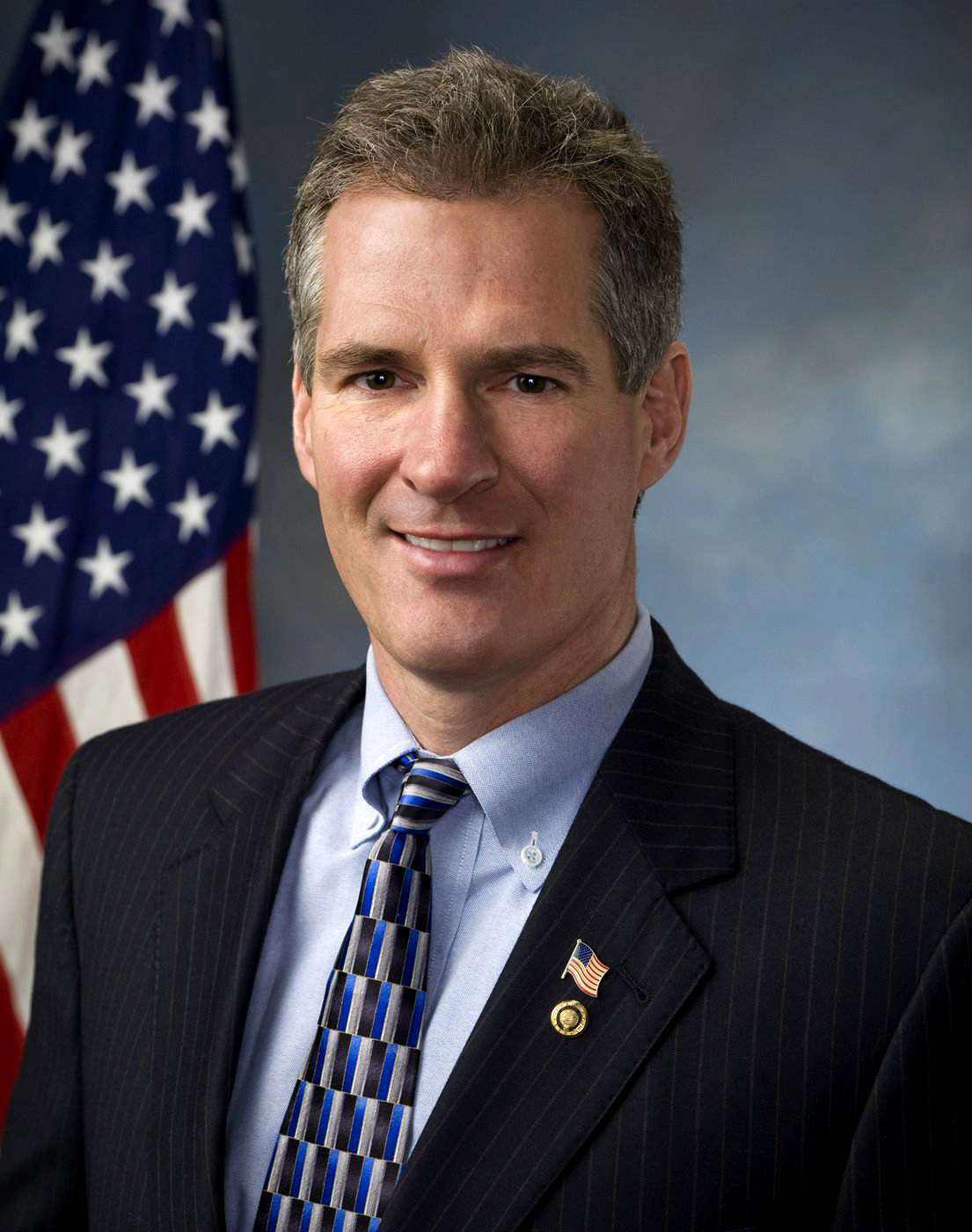
Scott Brown

Die damalige demokratische US-Senatorin Jeanne Shaheen trat erneut zur Wahl an. Shaheen war zwischen 1997 und 2003 Gouverneurin des Bundesstaates. 2002 trat sie bei den Wahlen zum US-Senat gegen den Republikaner John E. Sununu an, konnte aber nicht gewinnen. 2008 trat sie erneut gegen Sununu an und gewann die Wahl mit 52 %–45 %. Für die Republikaner trat Scott Brown an, der bereits zwischen 2010 und 2013 US-Senator für Massachusetts war. Brown gewann die Vorwahlen mit 50 % der Stimmen, während auf Jim Rubens 23 % und auf Bob Smith 22 % entfielen. Die Wahl galt laut Umfragen als offen, mit leichter Tendenz zu Shaheen. Während Anfang des Jahres 2014 Shaheen mit ca. 10 % Vorsprung noch deutlich vor Brown lag, zeigten die Umfragen nach den Vorwahlen im September ein Kopf-an-Kopf-Rennen. Vor allem die große Anzahl an unabhängigen Wählern in New Hampshire galt demnach als wahlentscheidend. Shaheen konnte die Wahl knapp mit 52 % gewinnen.

### New Jersey

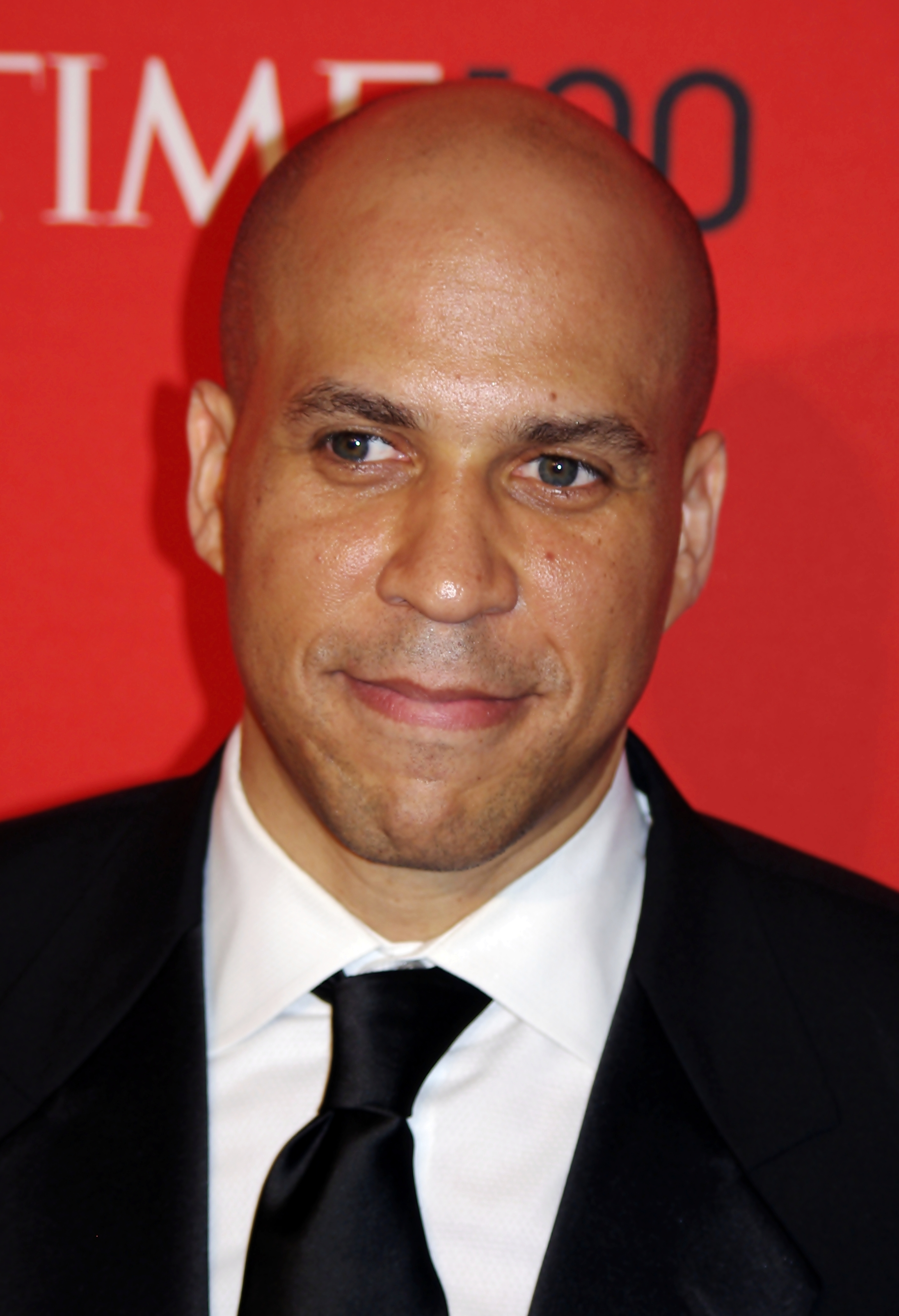
Cory Booker

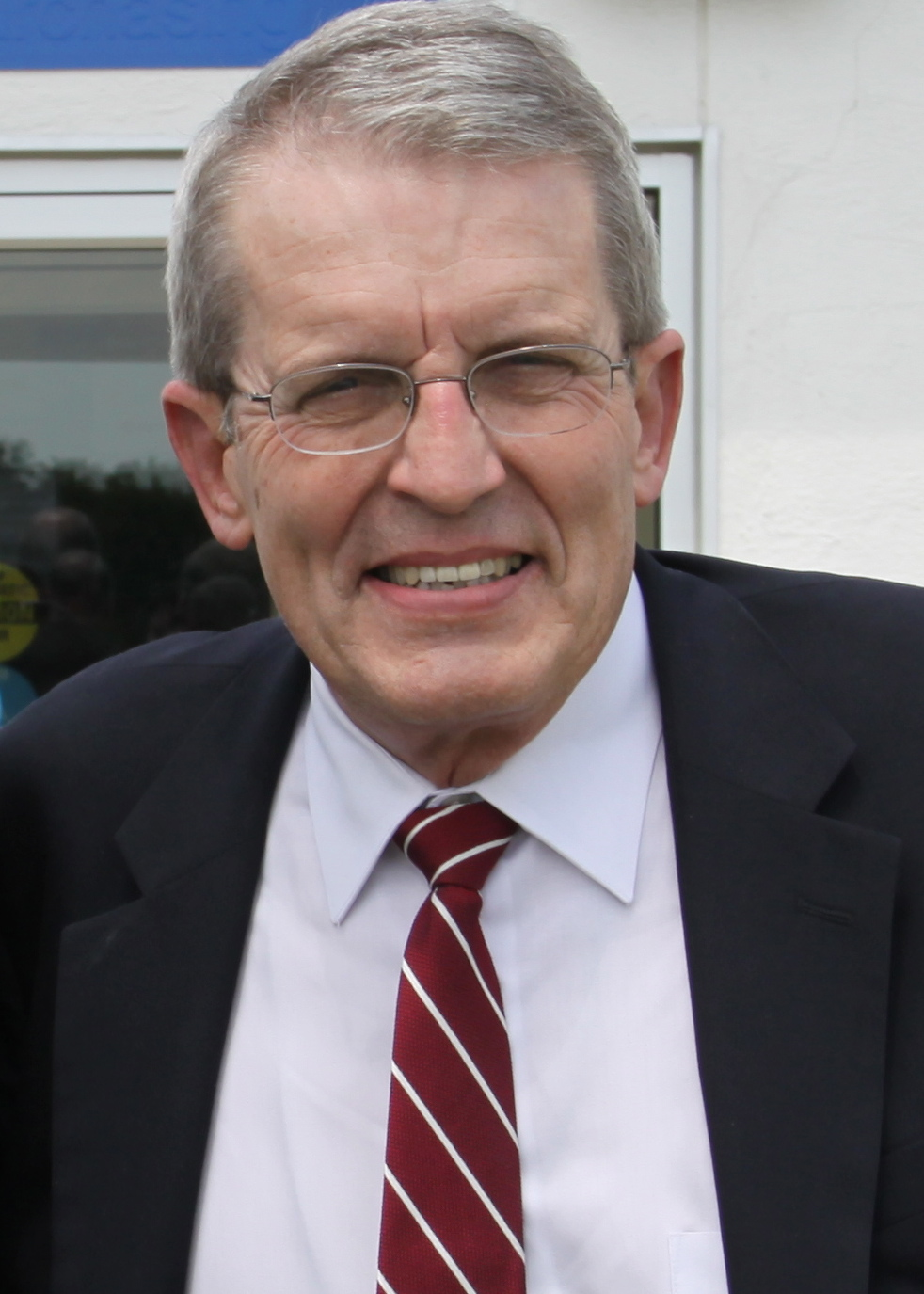
Jeff Bell

Cory Booker, der erste afroamerikanische US-Senator für New Jersey, trat erneut an. Der Demokrat Booker setzte sich 2013 bei einer Nachwahl gegen den Republikaner Steve Lonegan durch. Damit wurde er auch zum ersten afroamerikanischen US-Senator, der nach Barack Obama in den US-Senat gewählt wurde. Für die Republikaner trat dieses Mal der politische Berater Jeff Bell an, der bereits früher (1978 und 1982) erfolglos zu Wahlen für den US-Senat angetreten war. Der Bundesstaat New Jersey gilt als Hochburg der Demokraten, Cory Booker führte dementsprechend die Umfragen gegen Bell deutlich an. Booker gewann die Wahl auch mit fast 56 %.

### New Mexico

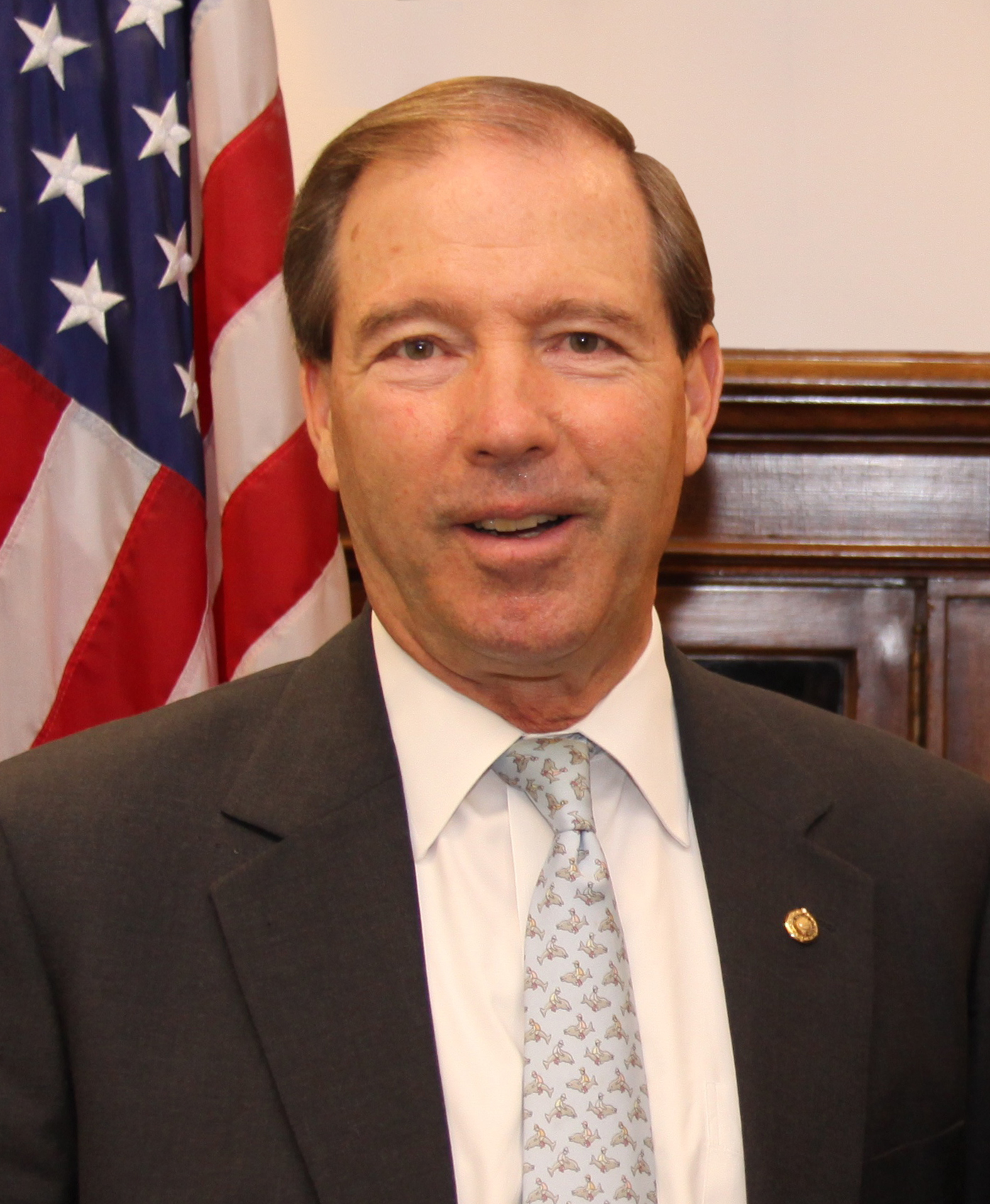
Tom Udall

Der amtierende demokratische US-Senator Tom Udall wurde erstmals 2008 in den US-Senat gewählt. Davor war er 10 Jahre lang Abgeordneter im US-Repräsentantenhaus. Tom Udall ist der Cousin von Mark Udall, der damals US-Senator für Colorado war. Er trat erneut zur Wahl an. Die republikanischen Vorwahlen konnte der Unternehmer und ehemalige Vorstand der Republikanischen Partei in New Mexico, Allen Weh, für sich entscheiden. Allerdings wurden Weh von politischen Experten keine Chancen auf den Sieg eingeräumt: Senator Udall lag in allen Umfragen etwa 15 % vor dem Republikaner. Udall gewann die Wahl mit mehr als 55 %.

### North Carolina

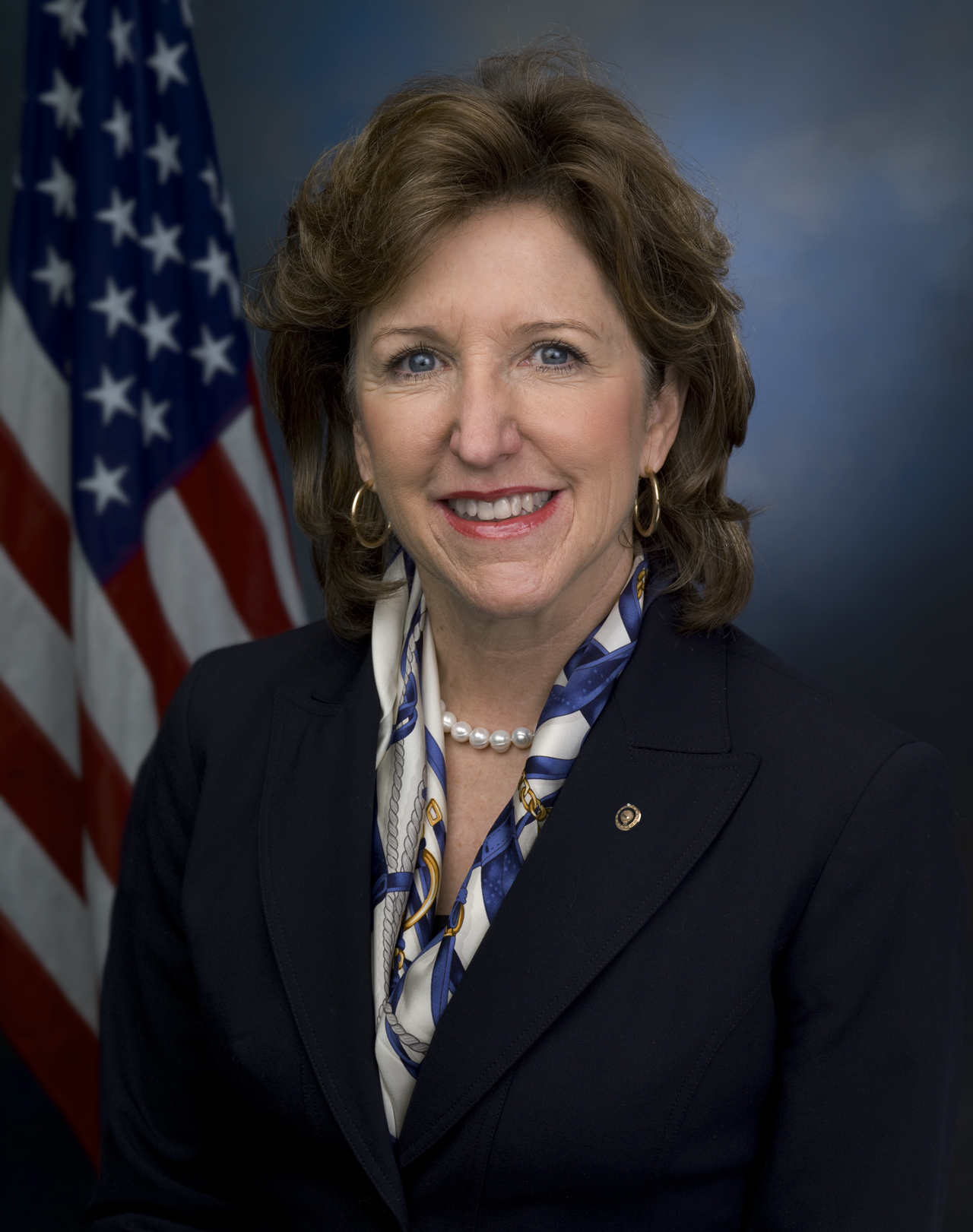
Kay Hagan

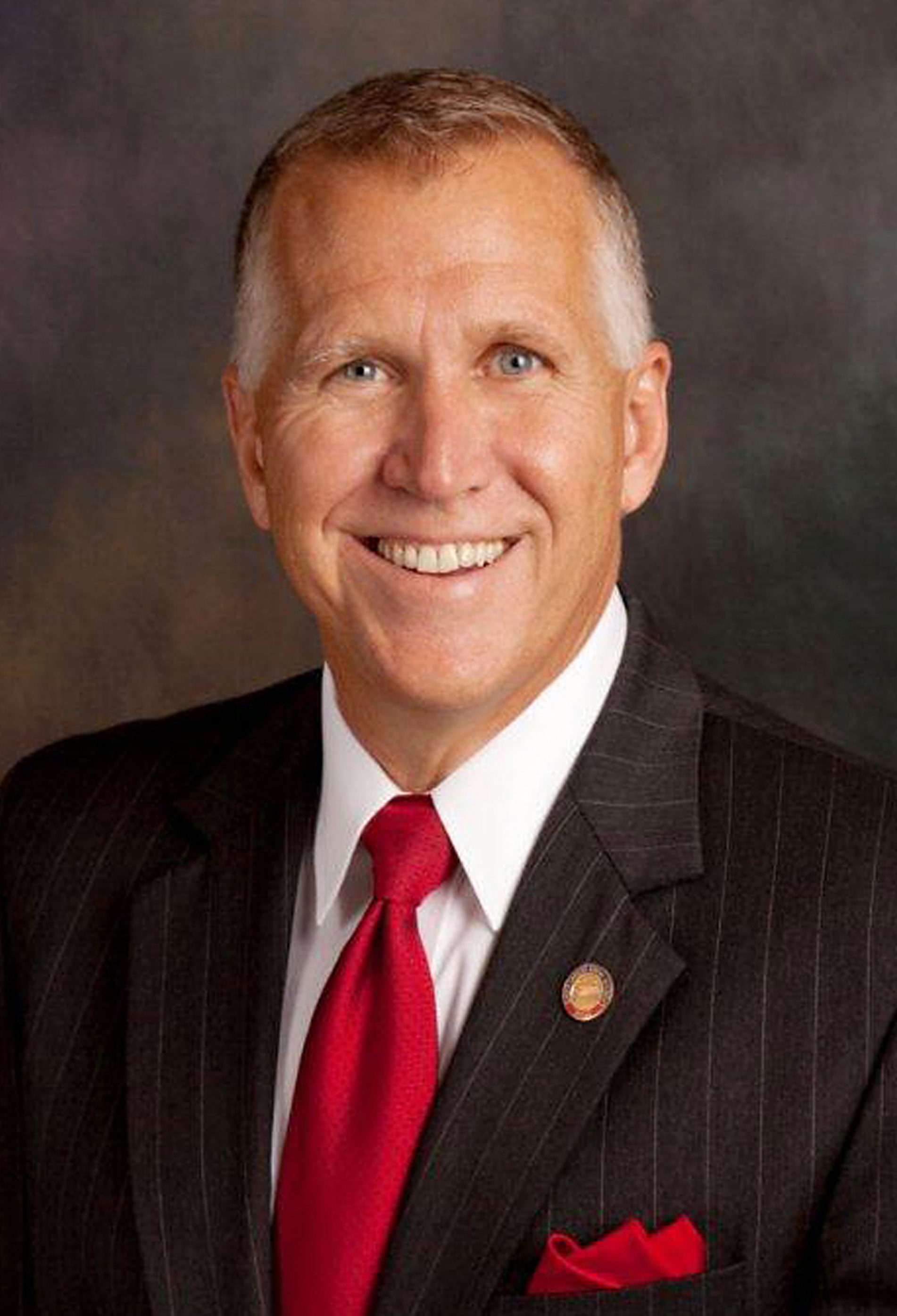
Thom Tillis

Die Demokratin Kay Hagan wurde 2008 erstmals in den US-Senat gewählt und bewarb sich um eine weitere Amtsperiode. Für die Republikaner ging der Speaker des Repräsentantenhauses von North Carolina, Thom Tillis, ins Rennen. Er konnte sich in den republikanischen Vorwahlen klar gegen seine Mitbewerber Greg Brannon und Mark Harris durchsetzen. North Carolina gilt in der US-Politik als Swing State: Barack Obama konnte den Bundesstaat 2008 erstmals seit 1976 wieder knapp für die Demokraten gewinnen, während Mitt Romney 2012 North Carolina wieder zugunsten der Republikaner „umfärbte“. Vor allem die starke Zuwanderung von Minderheiten und sonstigen zu den Demokraten tendierenden Personen aus anderen Teilen der USA führten in den letzten Jahren zu einer 50/50-Situation der beiden politischen Lager in dem ehemaligen dominant-republikanischen Bundesstaat. Die Wahl in North Carolina galt laut Experten als eine der wahlentscheidenden und teuersten. Die Umfragen zeigten demnach ein Kopf-an-Kopf-Rennen zwischen Hagan und Tillis. Mit Sean Haugh tritt auch zudem ein Kandidat der Libertarian Party an, der in Umfragen auf etwa 4–8 % kommt. Tillis gewann die Wahl am Ende knapp mit 48,8 %.

### Oklahoma

#### Reguläre Wahl

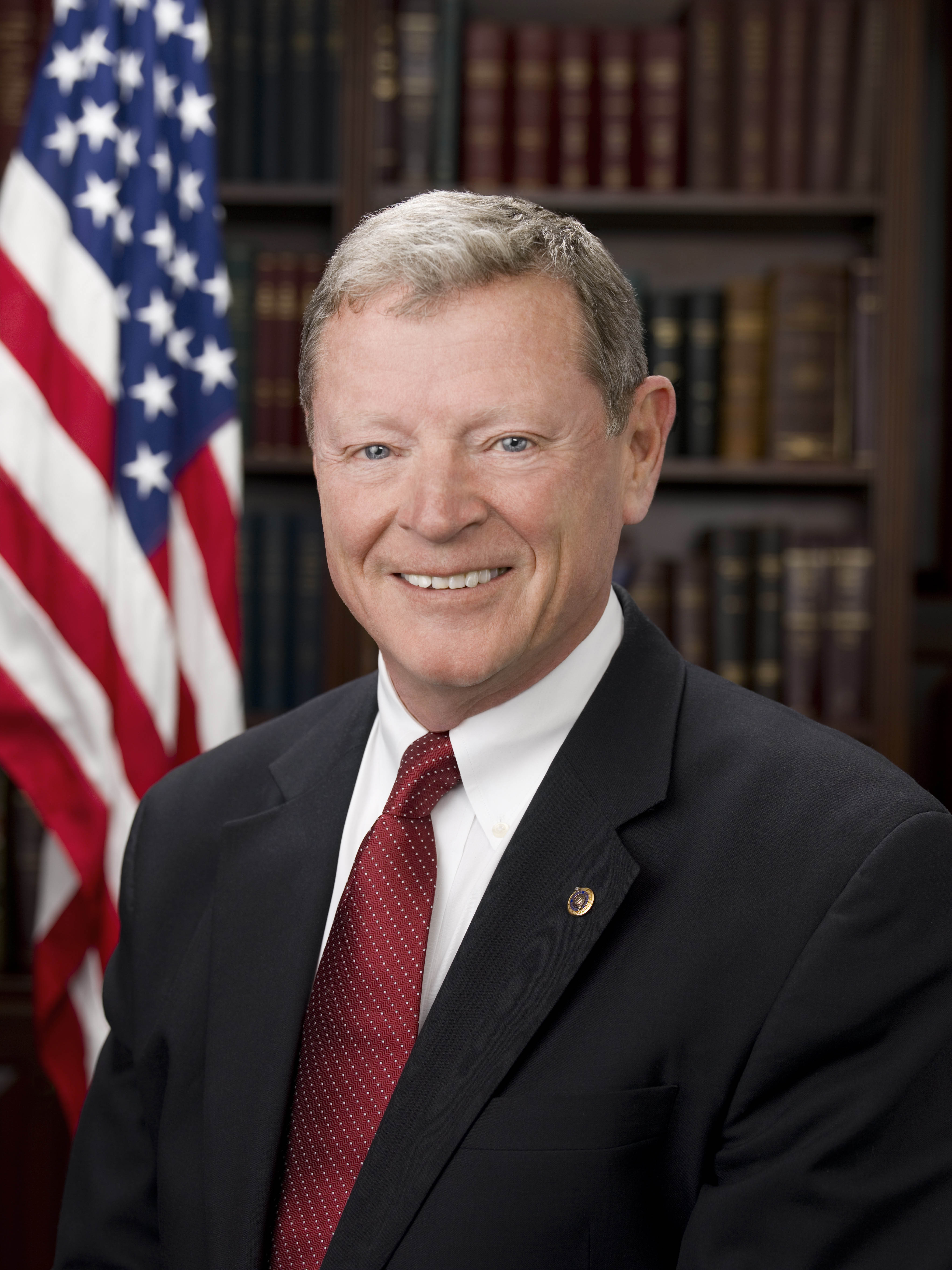
Jim Inhofe

Der Republikaner Jim Inhofe kandidierte für eine vierte Amtsperiode. Gegen ihn trat der Demokrat und Versicherungskaufmann Matt Silverstein an. Da Oklahoma als äußerst konservativ gilt, ging Senator Inhofe als klarer Favorit in die Hauptwahl. Auf ihn hätten laut Umfragen etwa 2/3 der Stimmen entfallen sollen. Letztendlich gewann Inhofe die Wahl mit knapp mehr als 70 % sehr deutlich.

#### Außerordentliche Wahl

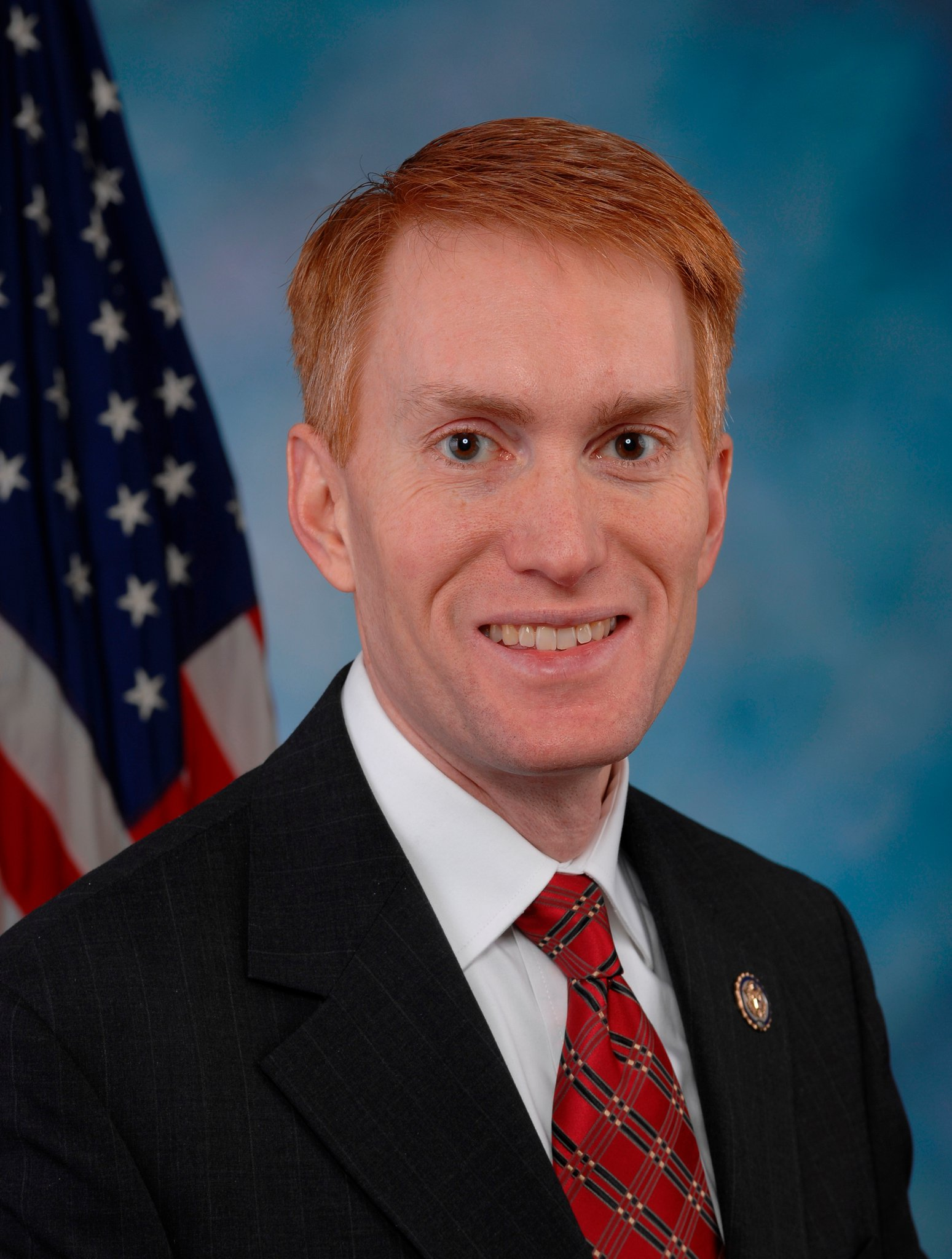
James Lankford

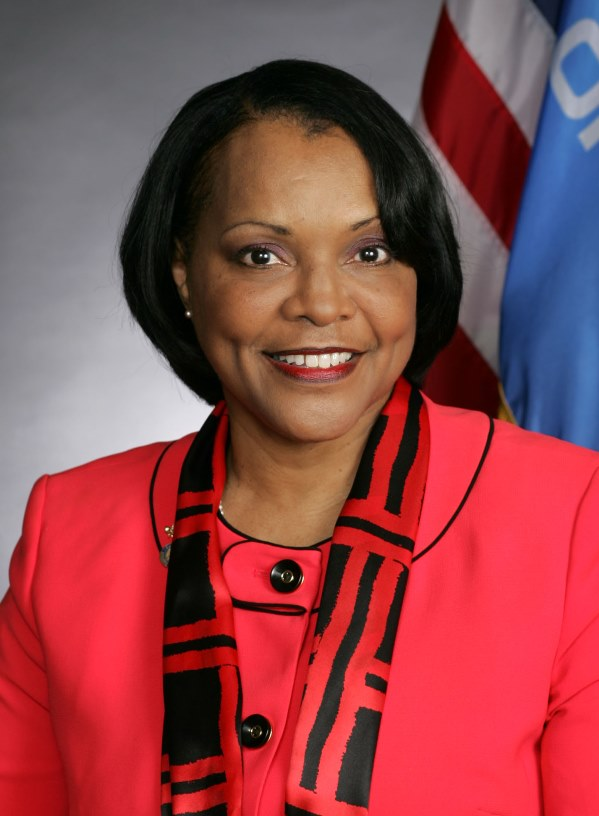
Connie Johnson

Der amtierende republikanische US-Senator Tom Coburn gab im Januar 2014 bekannt, dass er mit Ablauf der derzeitigen Legislaturperiode am 3. Januar 2015 zurücktreten wird. Da die Amtszeit von Coburn eigentlich noch zwei weitere Jahre gedauert hätte, wurde eine Sonderwahl nötig. Gouverneurin Mary Fallin setzte diese zeitgleich mit der regulären Hauptwahl am 4. November an. In den republikanischen Vorwahlen, die durch einen knappen Zweikampf zwischen dem US-Kongressabgeordneten James Lankford und dem afroamerikanischen State Representative T. W. Shannon geprägt waren, setzte sich Lankford im Juni überraschend deutlich mit 57 % zu 34 % durch. Die Demokraten schickten Constance N. („Connie“) Johnson, eine Senatorin des Staatsparlaments in Oklahoma, ins Rennen. Allerdings lag Lankford in allen Umfragen klar vor Johnson: Wie Senator Inhofe in der regulären Wahl werden auch Lankford etwa 2/3 der Stimmen prognostiziert. Lankford gewann am Ende mit fast 68 % der Stimmen.

### Oregon

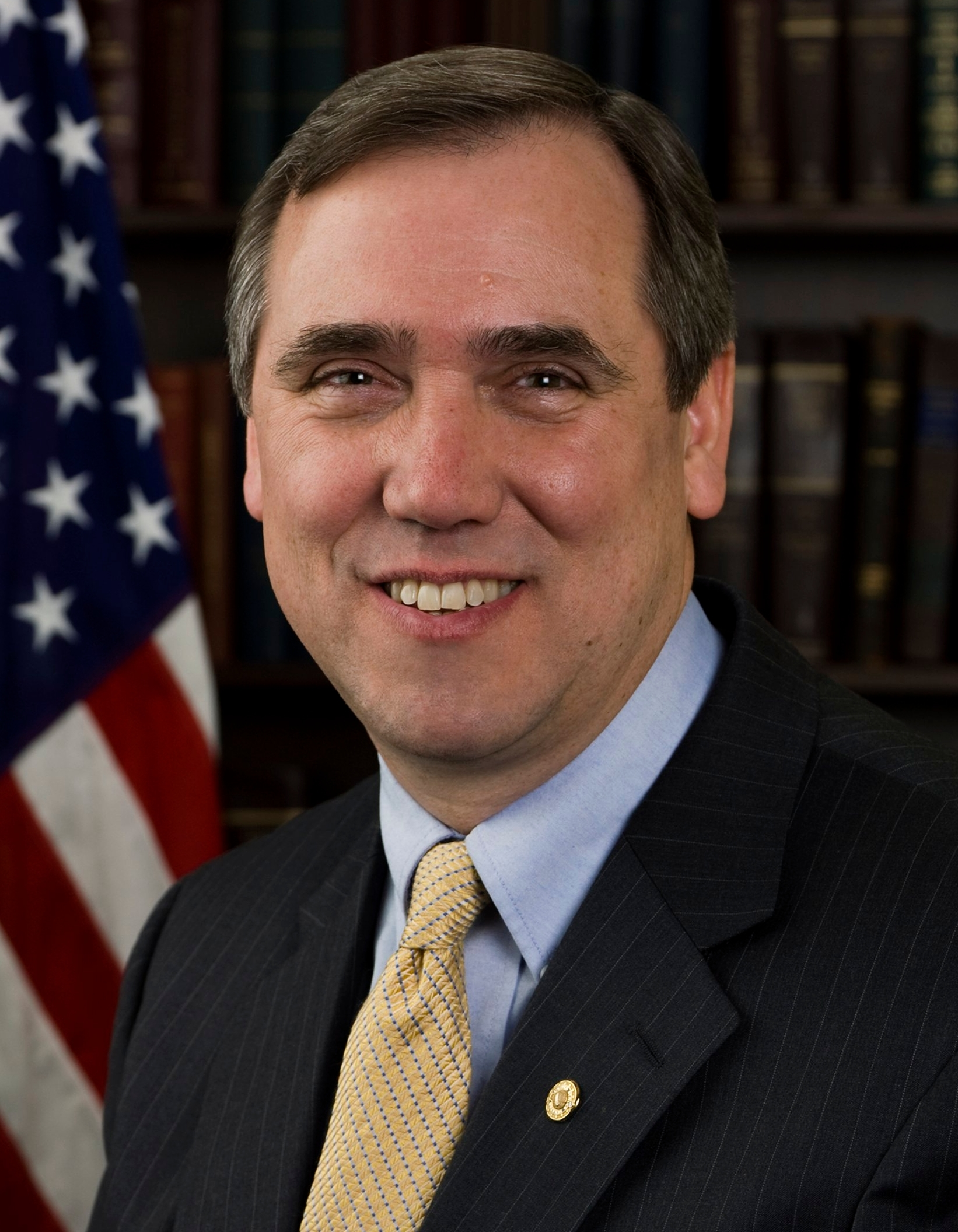
Jeff Merkley

Der Demokrat Jeff Merkley, seit 2009 im US-Senat, trat erneut an. Seiner republikanischen Gegnerin, der Kinderärztin und Neurochirurgin Monica Wehby, wurden aber den Umfragen zufolge keine Chancen auf den Wahlsieg eingeräumt. Oregon gilt als stark zu den Demokraten tendierender Bundesstaat. So gewann auch Merkley die Wahl mit 55,7 %.

### Rhode Island

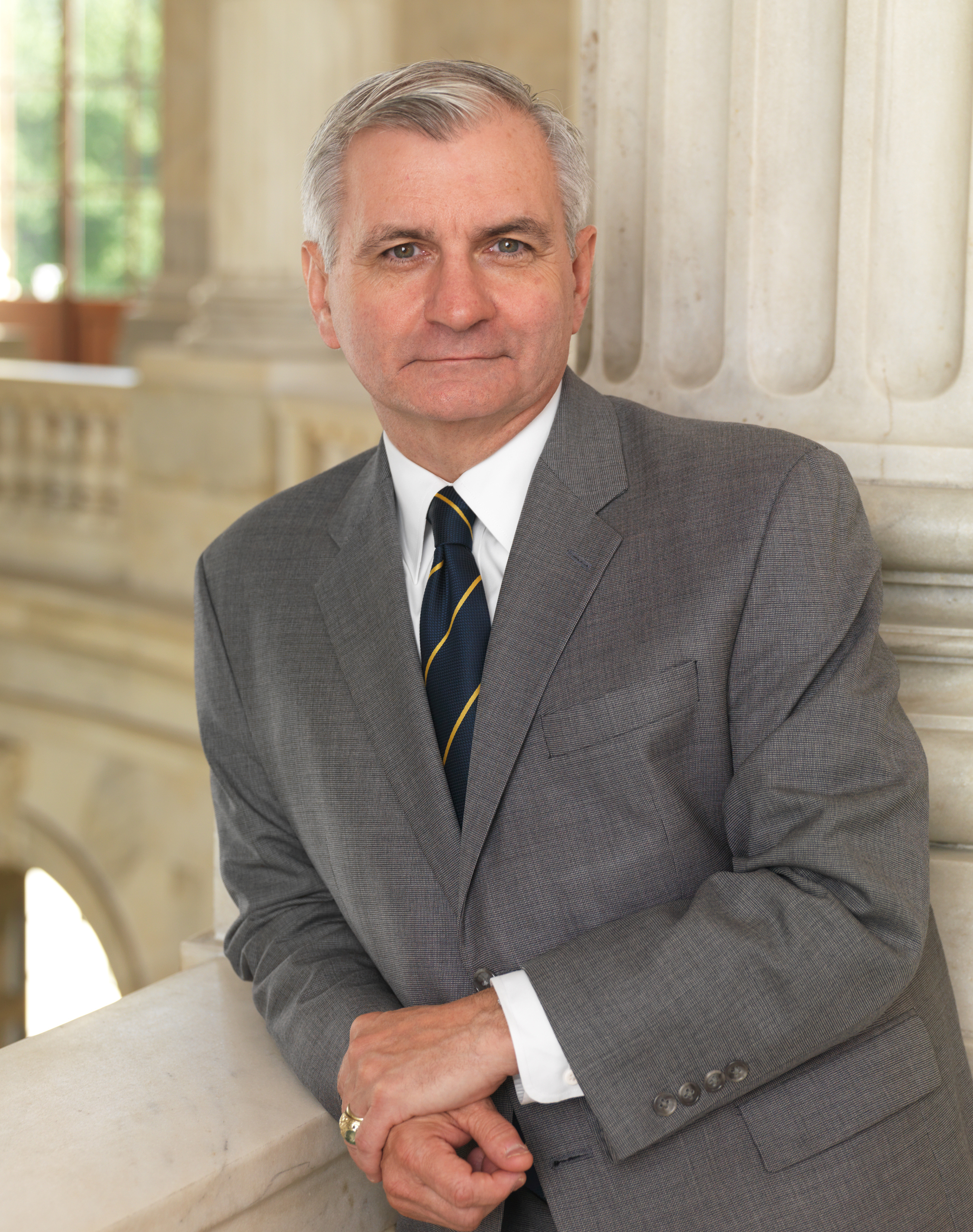
Jack Reed

Der erstmals 1996 in den US-Senat gewählte Demokrat Jack Reed trat erneut an. Auf republikanischer Seite ging Mark Zaccaria, ehemaliger Vorstand der Republikanischen Partei in Rhode Island, ins Rennen. Reed konnte laut Umfragen auf etwa 2/3 der Stimmen hoffen, da Rhode Island als stark demokratisch gilt. Reed gewann mit mehr als 70 % der Stimmen deutlich.

### South Carolina

#### Reguläre Wahl

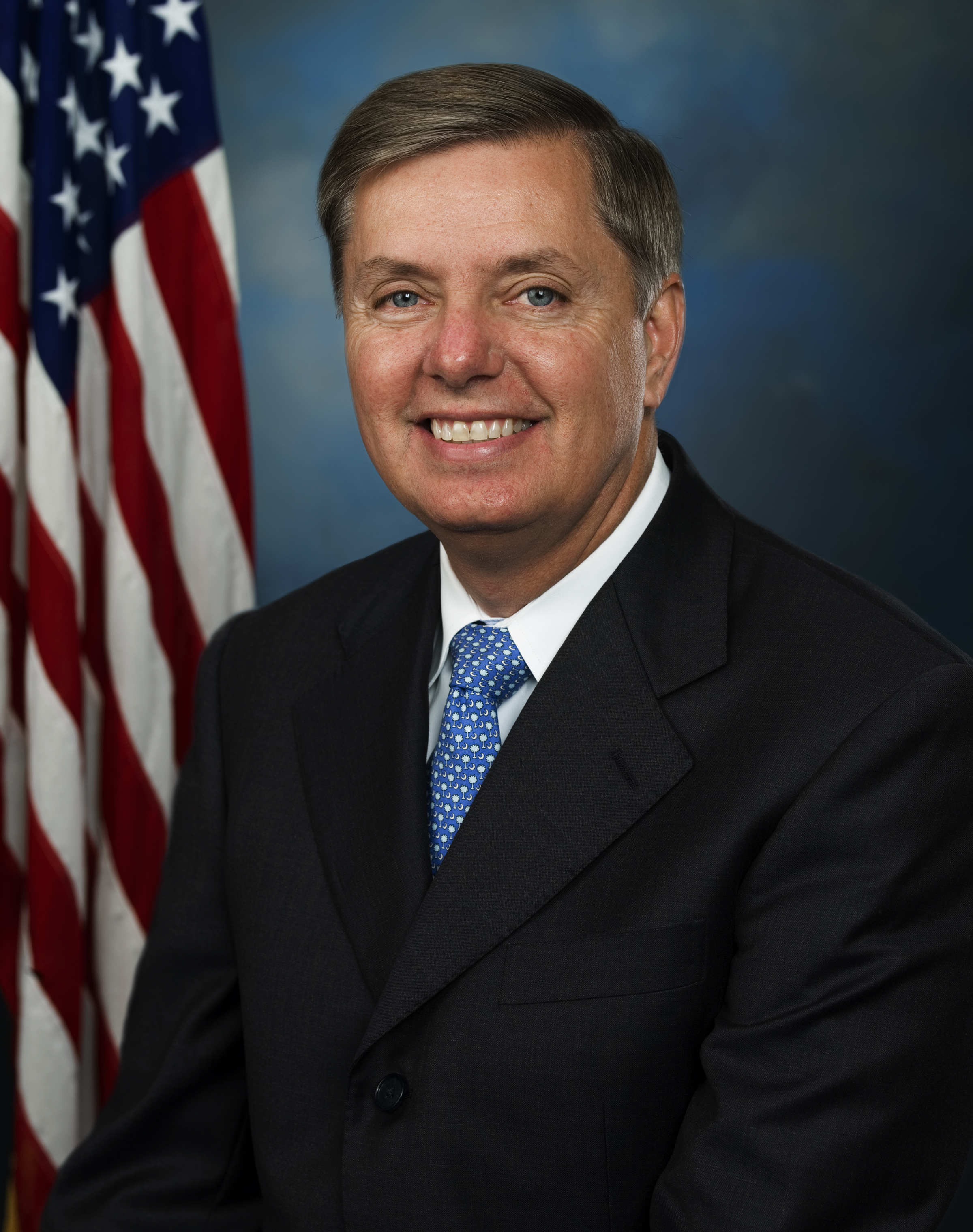
Lindsey Graham

Der Republikaner Lindsey Graham vertritt seit 2003 South Carolina im US-Senat. Er bewarb sich für eine dritte Amtsperiode. Zunächst wurde davon ausgegangen, dass Graham bei den parteiinternen Vorwahlen gefährdet sein könnte. Letztendlich setzte er sich aber klar gegen seine Mitbewerber durch. Für die Demokraten trat der State Senator Brad Hutto an, während mit dem ehemaligen republikanischen State Treasurer von South Carolina, Thomas Ravenel, noch ein Unabhängiger ins Rennen eingestiegen war. Allen Umfragen zufolge lag Graham im konservativen South Carolina etwa 15–20 % vor Hutto, Ravenel kommt auf etwa 10 %. Graham gewann die Wahl mit mehr als 54 % der Stimmen.

#### Außerordentliche Wahl

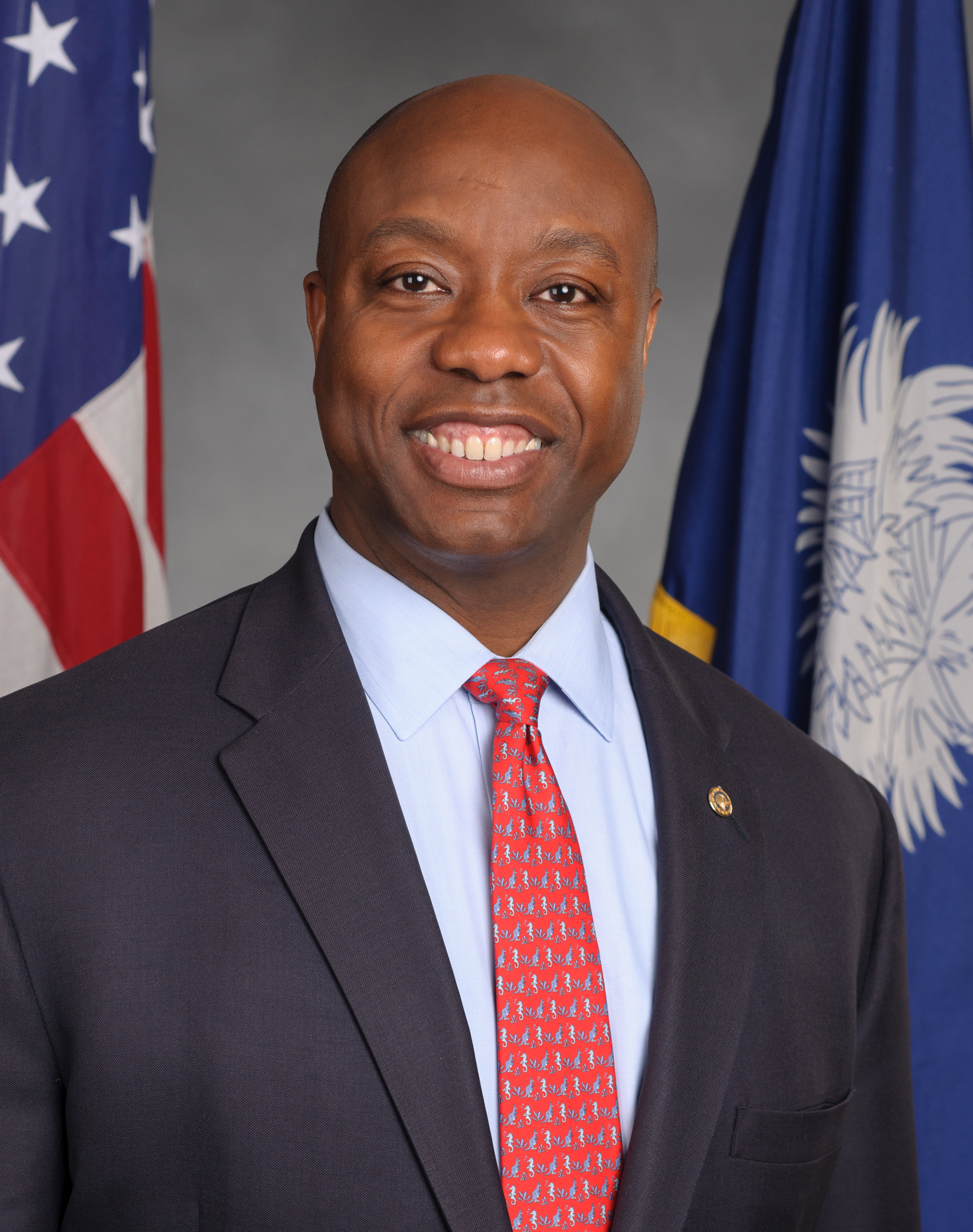
Tim Scott

Der republikanische US-Senator Jim DeMint gab am 1. Januar 2013 seinen Rücktritt bekannt. Daraufhin ernannte Gouverneurin Nikki Haley den republikanischen US-Kongressabgeordneten Tim Scott zum neuen US-Senator für South Carolina. Da die Amtszeit von DeMint eigentlich noch bis Januar 2017 gedauert hätte, wurde eine Sonderwahl nötig. Diese fand zeitgleich mit der regulären Hauptwahl am 4. November statt. Der Amtsinhaber Scott war der erste afroamerikanische US-Senator für South Carolina und der erste in den südlichen US-Bundesstaaten seit 1881. Gegen ihn trat die Demokratin Joyce Dickerson (ebenfalls eine Afroamerikanerin) an. Damit war diese Wahl erst die zweite (nach Illinois 2004 – Barack Obama gegen Alan Keyes) seit Einführung der Direktwahl zum US-Senat, in der zwei afroamerikanische Kandidaten gegeneinander antreten. Scott lag in allen Umfragen deutlich vor Dickerson und gewann am Ende auch mit 61,1 %.

### South Dakota

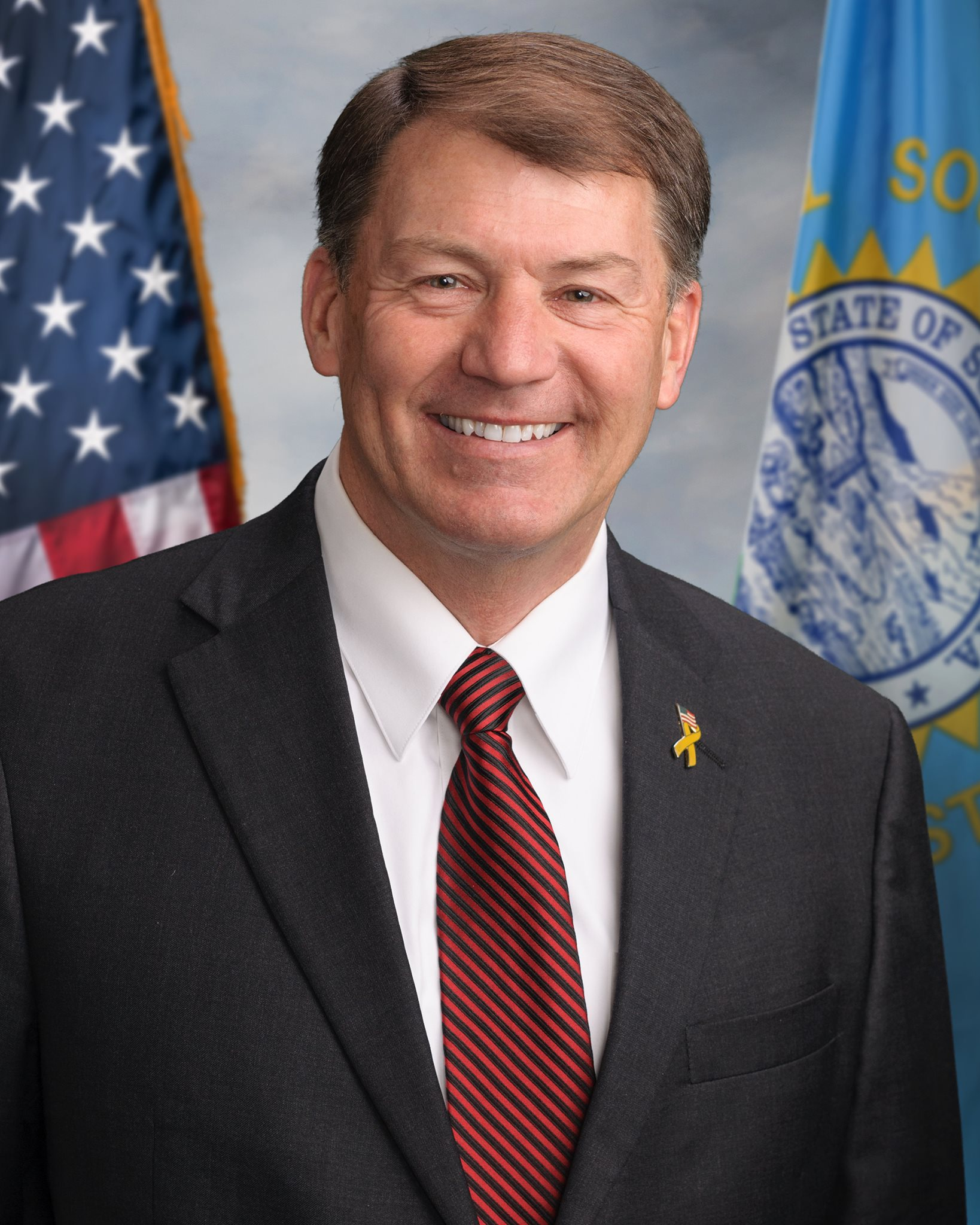
Mike Rounds

Der demokratische US-Senator Tim Johnson trat nicht mehr zur Wiederwahl an. Um seine Nachfolge bewarben sich der frühere Gouverneur von South Dakota, Mike Rounds für die Republikaner, der Geschäftsmann Rick Weiland für die Demokraten und der ehemalige republikanische US-Senator für South Dakota Larry Pressler als Unabhängiger. Rounds führte in fast jeder Umfrage und wäre voraussichtlich nur in einem hypothetischen Zweikampf mit Pressler gefährdet gewesen. Rounds gewann die Wahl mit knapp mehr als 50 % der Stimmen, während auf Weiland nur 29 % und auf Pressler 17 % entfielen.

### Tennessee

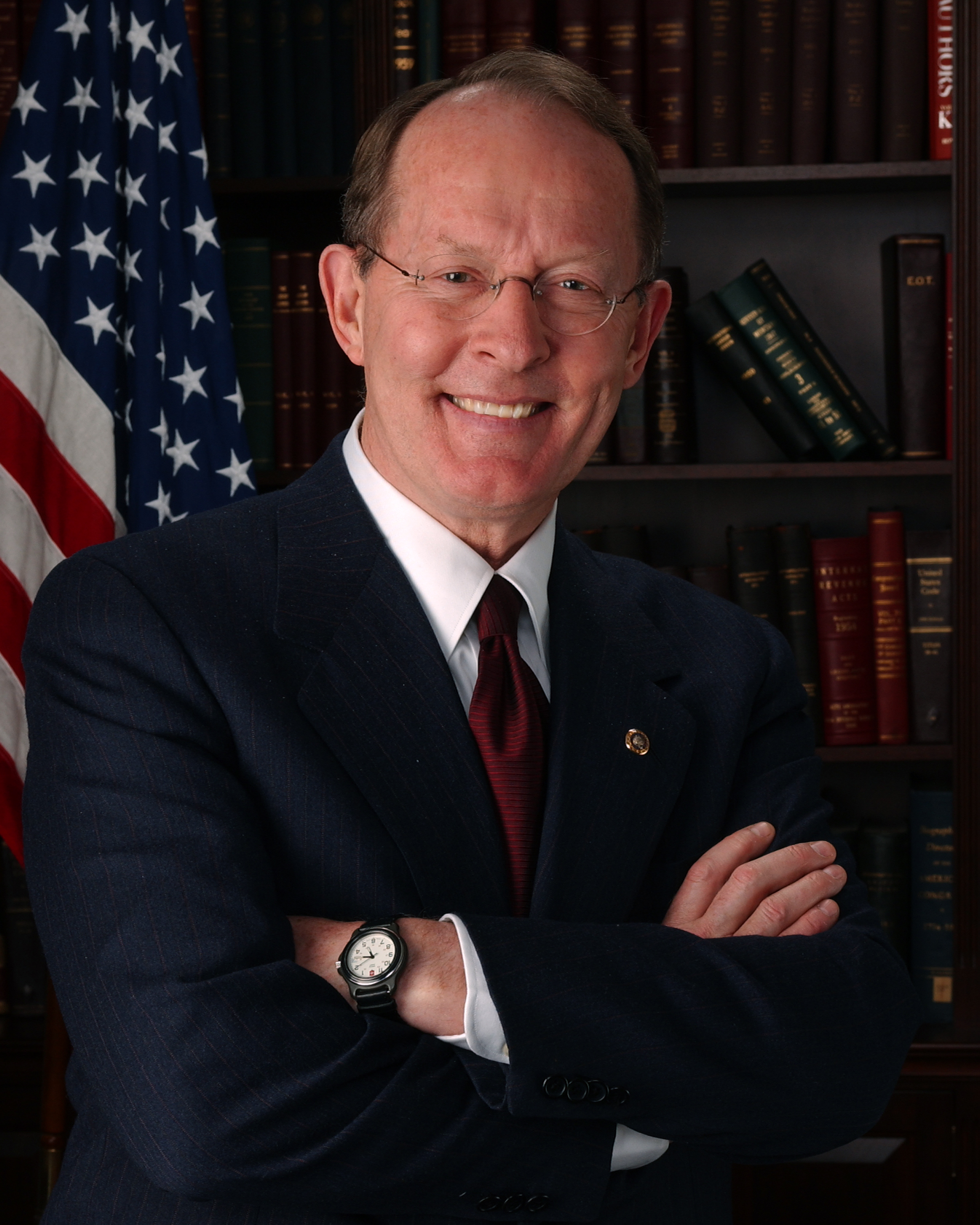
Lamar Alexander

Im republikanisch dominierten Tennessee bewarb sich der amtierende US-Senator Lamar Alexander um seine Wiederwahl. Sein demokratischer Konkurrent war der Anwalt Gordon Ball. Senator Alexander führte jede Umfrage an und gewann am Ende mit fast 62 % der Stimmen recht deutlich.

### Texas

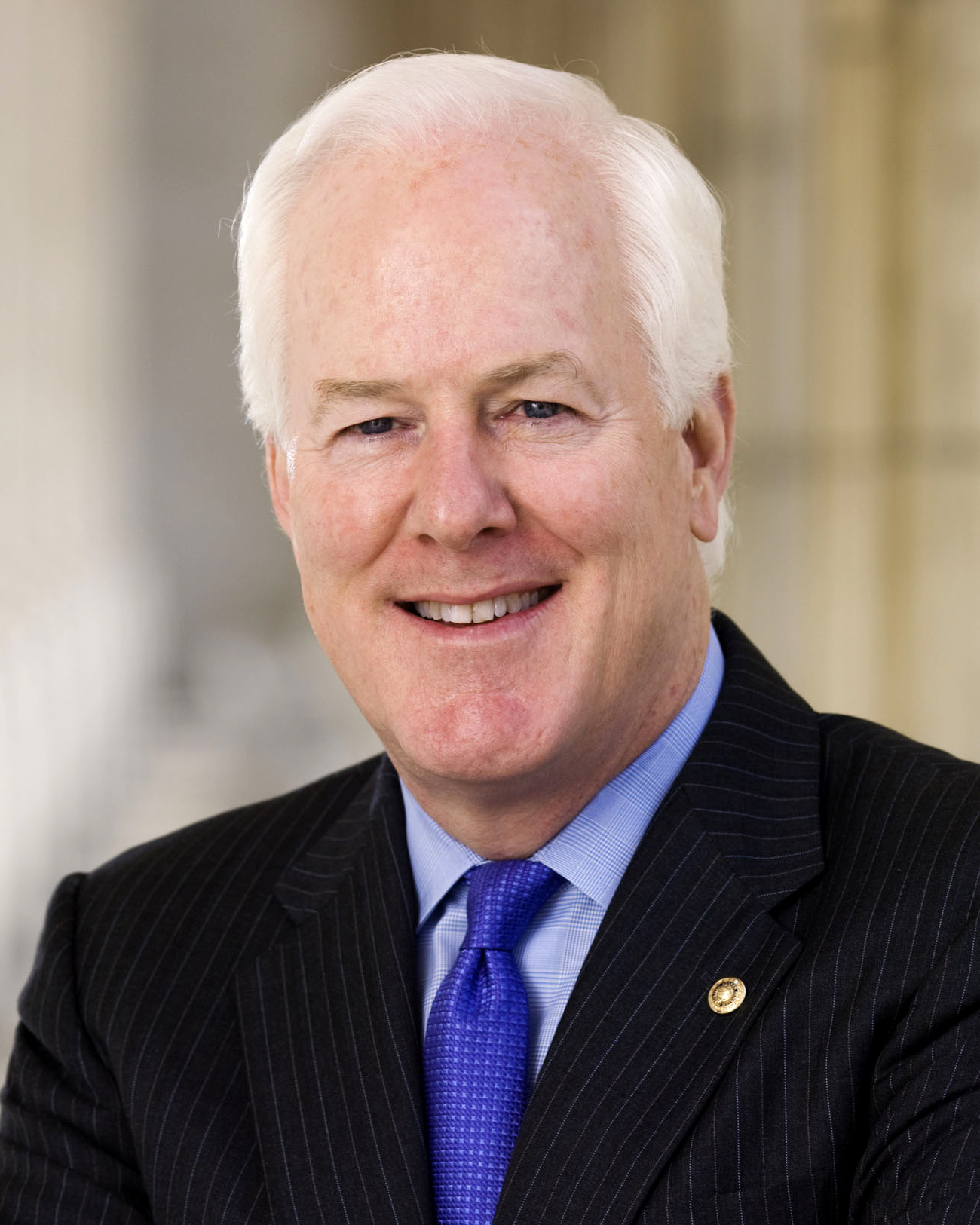
John Cornyn

In Texas bewarb sich der amtierende US-Senator John Cornyn um seine Wiederwahl. Sein demokratischer Konkurrent war der Geschäftsmann David Alameel. Senator Cornyn gewann die republikanische Vorwahl gegen sieben Kandidaten – unter anderem gegen den Repräsentanten Steve Stockman. Cornyn führte jede Umfrage an und gewann am Ende mit mehr als 61 % der Stimmen deutlich.

### Virginia

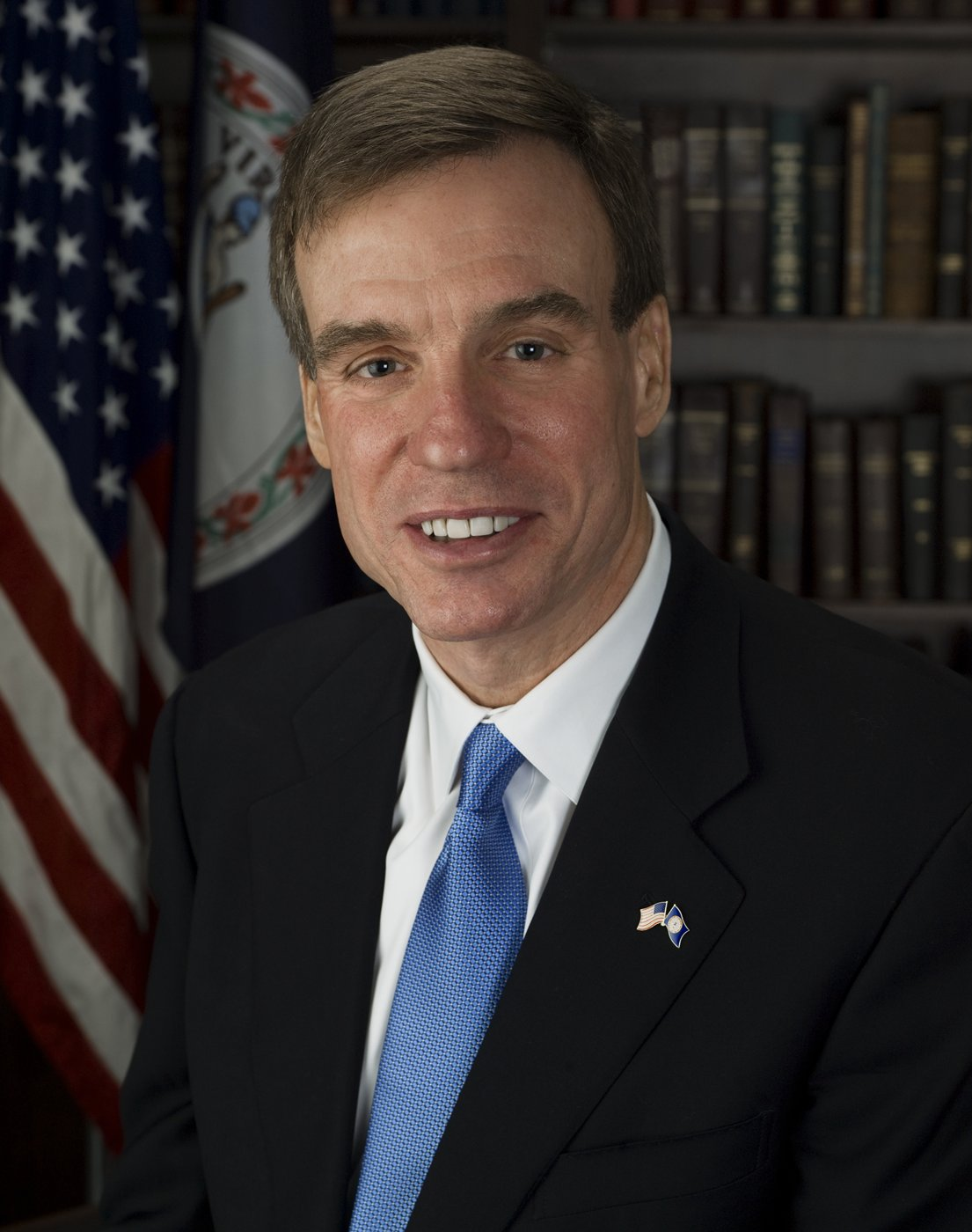
Mark Warner

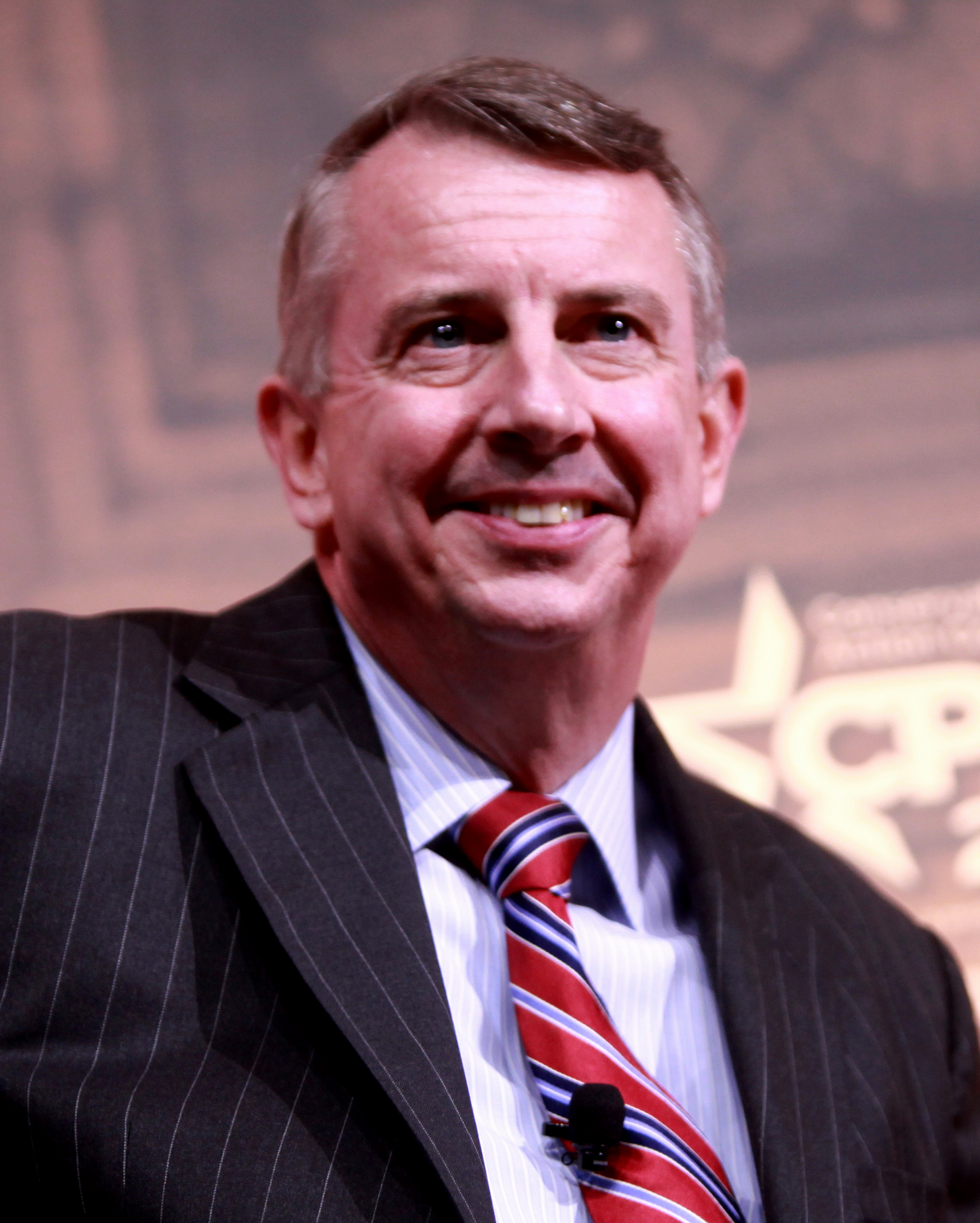
Ed Gillespie

In Virginia bewarb sich der amtierende US-Senator Mark Warner um seine Wiederwahl. Sein republikanischer Konkurrent war der Lobbyist Ed Gillespie. Senator Warner führte jede Umfrage mit mindestens vier Prozent Vorsprung an, gewann die Wahl aber nur mit weniger als einem Prozent der Stimmen sehr knapp.

### West Virginia

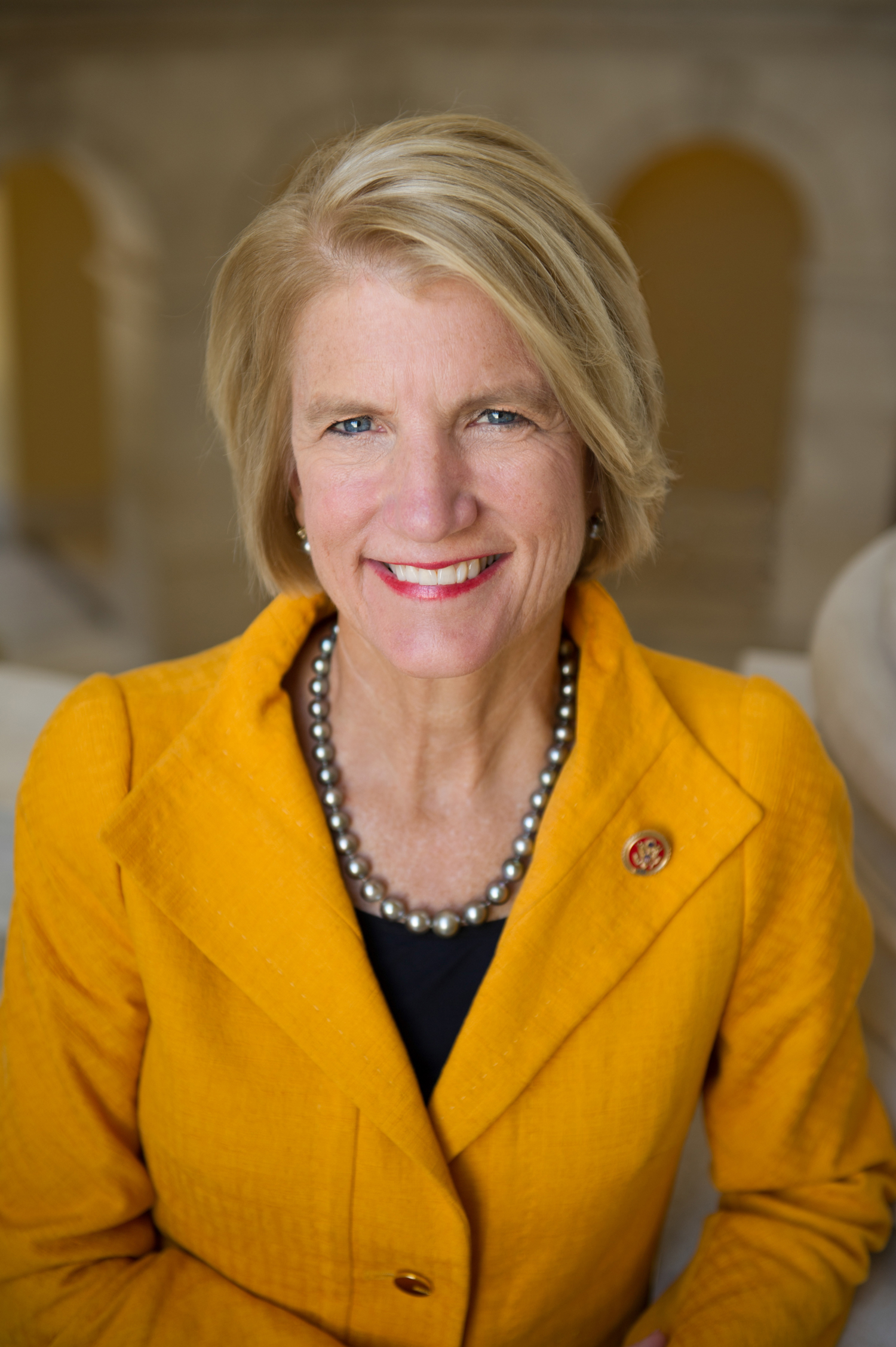
Shelley Moore Capito

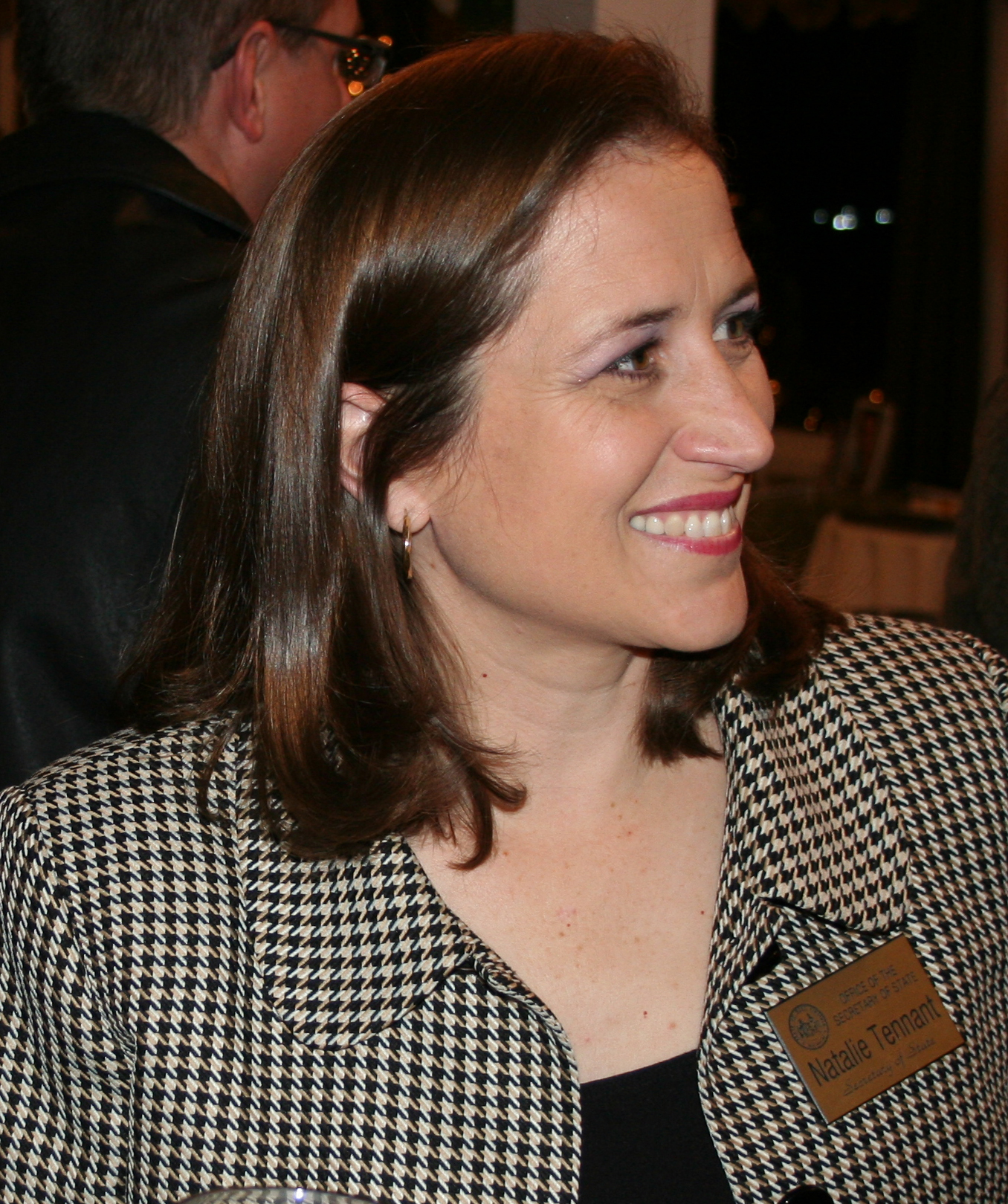
Natalie Tennant

In West Virginia kandidierte der amtierende US-Senator Jay Rockefeller nicht für seine Wiederwahl. Um seine Nachfolge bewarben sich die republikanische Repräsentantin Shelley Moore Capito, sowie die demokratische Secretary of State von West Virginia Natalie Tennant. Capito führte in jeder Umfrage und gewann die Wahl mit mehr als 62 % deutlich.

### Wyoming

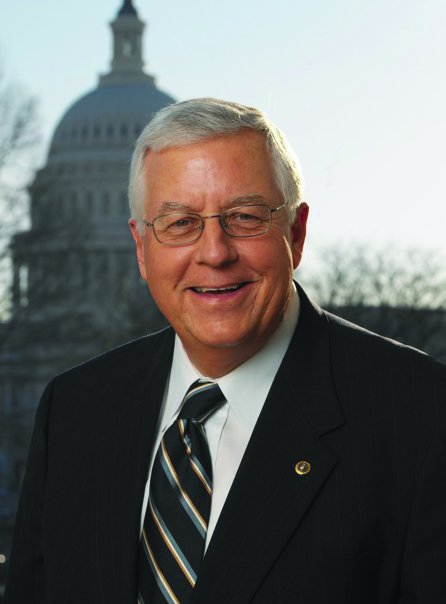
Mike Enzi

Im republikanisch dominierten Wyoming bewarb sich der amtierende US-Senator Mike Enzi um seine Wiederwahl. Sein demokratischer Konkurrent war der frühere Priester Charlie Hardy. Mit dem Piloten Curt Gottshall bewarb sich auch ein unabhängiger Kandidat um die Wahl. Senator Enzi führte jede Umfrage mit mehr als 30 % Vorsprung an und gewann am Ende mit fast 72,19 % der Stimmen sehr deutlich.